# Guerra danesa-hanseática
La guerra danesa-hanseática fue un conflicto militar y comercial que se extendió en la mayor parte de la década de 1360 entre el Reino de Dinamarca, liderado por el rey Valdemar IV, y la Liga Hanseática como aliada de Suecia y como potencia comercial en el Báltico.
Aunque habitualmente se ha referido a todo el conflicto como una guerra dividida en dos etapas, en alemán se suele considerar dos guerras consecutivas, que reciben los nombres de primera guerra de Valdemar (Erster Waldemarkrieg, 1361-1365) y segunda guerra de Valdemar (Zweiter Waldemarkrieg, 1367-1370). También en Escandinavia muchas veces se consideran dos guerras, mientras que en el norte de Alemania (y por tanto de uso en bajo alemán) se suele llamar a este conflicto en su totalidad sencillamente «la guerra hanseática» (Hansekrieg).

## Fundamento y sinopsis
En plena recuperación de los efectos de la peste negra, que coincidía con la restauración en el trono danés de un monarca propio, Valdemar puso en marcha su plan de recuperación y expansión, que incluía el saneamiento de las arcas del reino, entre otros haciendo pagar a los mercaderes hanseáticos por sus privilegios. En términos comerciales, el objetivo de los beligerantes era el control de Escania (hoy en el sur de Suecia) y de Gotlandia. Durante siglos, el motor económico de la región báltica giraba en torno a sus mercados, siendo una zona de intercambio comercial entre mares y continentes, que a principios del siglo XIV se centraban en la pesca, y sobre todo la del arenque, muy codiciado en el norte de Europa (desde las islas británicas hasta Rusia), que se encontraba en cantidades industriales en aguas escanianas. Con el tiempo, se desarrolló un importante mercado —el mercado de Escania—, donde se mercantilizaba con todo tipo de productos, que se convertía en importante fuente de riqueza de la región. A su vez, la isla de Gotlandia, la más grande de Suecia, en pleno mar Báltico y frente a las costas hanseáticas, era de importancia estratégica y comercial.
En la primera fase de la contienda, Valdemar conquistó Escania de Suecia en 1360 (recuperando así una región antes danesa tras tres décadas de interludio sueco) y Gotlandia en 1361, una etapa que se saldó con Dinamarca como vencedora, logrando un armisticio en 1365 en Vordingborg (Selandia). Las fuerzas danesas, esencialmente mercenarios, muchos de ellos de la burguesía alemana con experiencia combativa, se enfrentaron en Visby a la milicia gotlandesa, en su mayoría campesinos organizados en somatenes, en una batalla que concluyó ese mismo día con una aplastante victoria danesa. Para salvar a la ciudad de ser saqueada, los habitantes pagaron al rey danés un tributo que constaba de la práctica totalidad de la riqueza de la ciudad, evento que se ha convertido en leyenda y parte de la tradición local. Aun así, varios sitios de la ciudad, sobre todo iglesias, fueron saqueados. Con la caída de Visby, uno de los centros de comercio más importantes del mar Báltico y de influencia hanseática, la isla de Gotlandia quedó bajo dominio danés. Tras dos años de frágil armisticio, la Liga, descontenta por las condiciones del tratado de paz, ahora organizada en la llamada Confederación de Colonia, reanudó las hostilidades contando con el apoyo militar de varios aliados. Con los ataques a Escania, el estrecho del Sund (Øresund), incluido el saqueo de Copenhague, y algunos puertos pertenecientes a Noruega, la contienda llegó a su fin a finales de la década con una clara victoria hanseática. A la firma del tratado de Stralsund (1370) en la ciudad homónima, la Liga Hanseática se convirtió en la mayor potencia de la región.

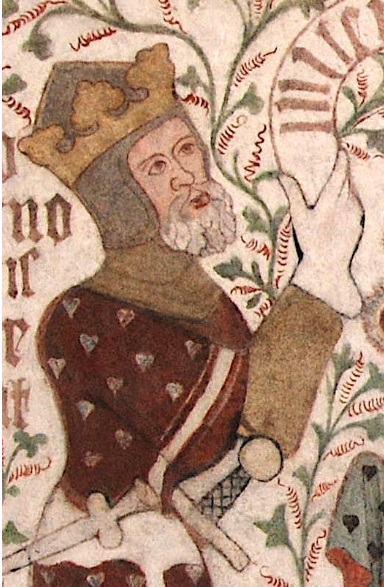
El rey Valdemar Atterdag; fresco anónimo de ca. 1375.

## Antecedentes
Durante la primera mitad del siglo XIV, los conflictos entre Dinamarca y los condados y ciudades del norte alemán ya eran cuestión de costumbre, y con el reinado de Erico VI irían a más, marcando la mayor parte del siglo y el provenir de la región. Erico, quien dejó al reino en ruinas librando guerras con la nobleza, el clero, sus vecinos nórdicos y los condados alemanes, fue sucedido por Cristóbal II, cuyo reinado, de consecuencias desastrosas, dejó a Dinamarca en la práctica desintegración política y económica, y sin monarca, siendo sus territorios gobernados por la nobleza propietaria (los llamados «magnates») enfrentados entre sí y con sus propios dominios muchas veces hipotecados. Encima, estaban enfrentados con el papa, quien vio a los arzobispos, antes aliados de los magnates (y exiliados junto a ellos) en desventaja en su puja por el poder en Escandinavia. La estrategia de Cristóbal II de combatir hasta la extenuación a las ciudades del litoral sur del Báltico para compensar su incapacidad para cobrar impuestos a nobles y eclesiásticos (debido a un acuerdo firmado durante su coronación), no solo que dejó a las arcas de su país en la ruina sino que fortaleció a toda una sucesión de ciudades alemanas, siendo el preámbulo de lo que años después daría lugar a la fundación de una poderosa confederación: la Liga Hanseática.
A mediados de la década, con Cristóbal en el exilio, este intentó reunir a un ejército de caballeros, muchos de ellos alemanes enfrentados con la ciudadanía hanseática, para recuperar el poder (lo cual logró hacer por poco tiempo y sin competencias reales). Al fracasar la campaña militar, hubo un levantamiento campesino en la Jutlandia danesa, que fue aplastado sin piedad por el fürst Gerhard III, quien gobernaría en la práctica totalidad de la península jutlandesa en el período de interregno que seguiría (es decir, que la Jutlandia danesa fue gobernada de facto por un conde de Holstein). Tras aquel episodio, los campesinos de Escania rogaron al rey Magnus IV de Suecia que les gobernara, y este aceptó, rematando con ello la desintegración del reino danés. Dinamarca solo volvería a tener un rey propio —Valdemar IV— ocho años después, tras el asesinato de Gerhard por Niels Ebbesen. El largo y ambicioso reinado de Valdemar IV se caracterizó por su avidez por convertir Dinamarca en la mayor potencia del norte europeo y restituir la dinastía como la institución más influyente del reino. Entró en conflictos con su propia nobleza, al quitarle el poder ganado a fuerza sobre sus predecesores y recuperar las tierras antaño propiedad de la monarquía, y anexionó pequeños territorios para expandir el alcance de su influencia 

Interesantemente, en los primeros años de su reinado, Valdemar libró una guerra como aliado de las ciudades del norte alemán (anteriormente a la existencia de la Liga) contra la influencia noruego-sueca de Magnus Eriksson. En estos años, logró estabilizar en cierto modo la devastada economía del país (que seguía hipotecado, pero funcionando), con lo que a partir de mediados del siglo fue inmerso en planes de expansión en el Báltico a costa de las ciudades del litoral sur, cada vez más influyentes..

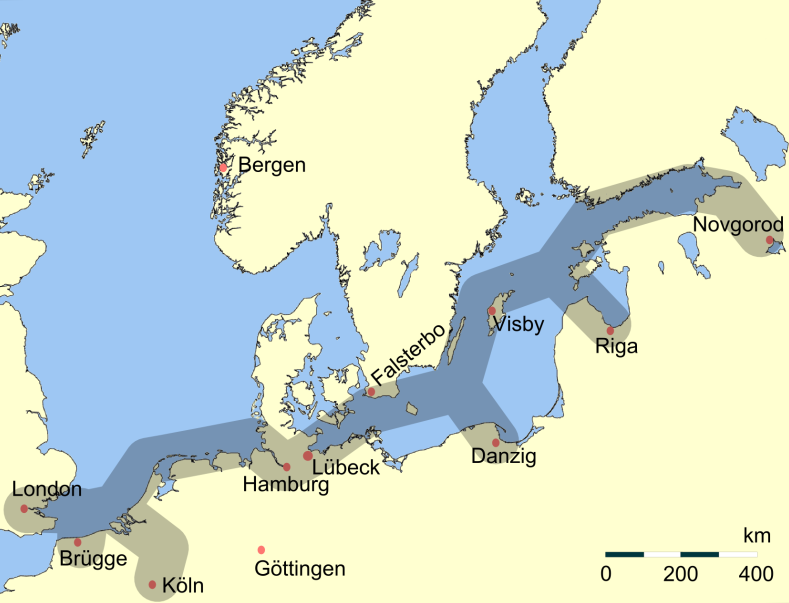
Las rutas de comercio de la Liga Hanseática.

Cuando Magnus de Suecia se convirtió en regente de Escania, había concluido una campaña ruinosa en Rusia que le obligó a pedir un préstamo a la Santa Sede, que no logró devolver, por lo que fue amenazado por el papa con la excomunión. Aquello acarreó frecuentes enfrentamientos con la nobleza por los altos impuestos que les exigía. Para fortalecer su reino, se abrió hacia la emergente Liga Hanseática, que para principios de la década de 1360 ya había ejercido clara hegemonía sobre el Báltico (en un territorio «germanizado» desde que colonos alemanes se asentaran en décadas anteriores en partes de Prusia y Livonia, recorriendo el litoral báltico sur hasta la ciudad de Riga (ciudad teutónica en la práctica desde los principios del Sacro Imperio). Las ciudades a lo largo de este territorio controlaban el comercio del norte europeo, con grandes beneficios a través de las rutas comerciales bálticas. La unión de fuerza significaba también un poderío militar, que resultó muy exitoso en la erradicación de la piratería en el Báltico, que en décadas anteriores había dificultado en gran medida el comercio en la región. Magnus reconocía este gran potencial, y ofreció a los hanseáticos facilidades que incluían el control de facto del comercio en la isla de Gotlandia, además de importantes asentamientos en ciudades de Escania e influencia considerable en su mercado.
Cuando los nobles se levantaron contra Magnus, liderados por su hijo Erico Magnusson, este solicitó la ayuda del rey danés, Valdemar, en un pacto entre monarcas contra la nobleza firmado en 1359 (mediante el ofrecimiento de la mano de su hija Margarita al hijo menor de Magnus y hermano de Erico, Haakon Magnusson, ambos futuros reyes de Suecia y Noruega). El sueco, sin embargo, rompería el pacto al poco tiempo tras reconciliarse con su hijo (compartiendo con él la regencia), quien moriría a los pocos meses, dejando a su padre de nuevo soberano único en toda Suecia. Valdemar, por su parte, lo consideró un engaño (además, no tenía intenciones de dejar que su plan para reunificar Dinamarca quedase en papel mojado), y una oportunidad para hacerse con el poder en el Báltico. En 1360 declaró la guerra a Suecia, lanzando la campaña contra Escania con la toma del castillo de Helsingborg en el Sund (que le fue prometido por Magnus, y con la ayuda de Alberto de Mecklemburgo, quien quería ver a su propio hijo en el trono) y luego del castillo de Borgholm (en la isla de Olandia, a la que conquistó), seguido por la toma de Visby y la conquista de Gotlandia. Magnus, al verse desbordado, solicitó la intervención de su aliado comercial, la Liga Hanseática, logrando esta última un acuerdo muy beneficioso a costa de los suecos. De hecho, Magnus se negó finalmente a ratificar el acuerdo, pero fue demasiado tarde pues ya había provocado tensiones en la región, con una nobleza resentida, que impulsó a su hijo Haakon VI a traicionarle. Este encarceló a su padre, convirtiéndose en correy de Suecia (aunque luego tampoco sería muy apoyado por la nobleza, que seguía viendo sus intereses en peligro). En todo caso, con la toma de Visby, la causa sueca en la guerra con Dinamarca se convirtió en asunto de la Liga Hanseática, que quería recuperar el control de facto del comercio marítimo entre el Báltico y el mar del Norte, que pasaba por Kattegat y, por tanto, por el estrecho del Sund, entre Escania y Selandia.

## Primera etapa/guerra (1361-1365)

Modelo de coca medieval hanseática.

### Invasión de Gotlandia
Entre junio y julio de 1361, tropas de Valdemar IV arribaron a la isla de Gotlandia desde el oeste, después de tomar la torre de Borgholm, en Olandia. Las fuentes dan constancia de una flota de 30 embarcaciones danesas, al menos algunas de ellas cocas, avistada el 22 de julio desde Stora Karlsö, un islote a unos 6 km al oeste de Gotlandia. No se conoce con certeza el lugar de aterrizaje de la flota, siendo barajados como destinos probables las localidades de Klintehamn (probablemente la pequeña península de Vivesholm), o Ekstakusten, directamente frente al islote.
Los isleños habían preparado una suerte de somatén o milicia campesina para defender la isla en varios puntos estratégicos, donde en los días siguientes se librarían arduas batallas contra las tropas invasoras, que constaban de 1800 mercenarios en torno a un núcleo de soldados alemanes profesionales de clase burguesa (rivales de las ciudades de libre comercio del norte germano y pomerano), con modernas armas y defensas. A su vez, la milicia local constaba de seis divisiones de gotlandeses que se reunirían el 24 de julio para la sangrienta batalla de Mästerby.

#### Batalla de Mästerby

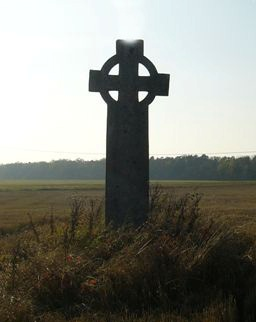
Grenskorset: la cruz celta erigida en 1361 para conmemorar a los caídos en la batalla de Mästerby.

Hacia finales de julio, tras varias semanas de preparaciones y escaramuzas con grupos de isleños, la fuerza danesa se encontró con su primer gran desafío en la llanura (Fjäle mire) de Mästerby, una comunidad rural (socken) a unos 15 kilómetros al sur de Visby. Muchos de los datos conocidos de la batalla se han conservado a través de la leyenda, ya que constituye un evento emblemático en la tradición sueca en general y gotlandesa en particular. Durante muchos años era difícil discernir lo real de lo épico, si bien con el empleo de métodos novedosos de arqueología de campo de batalla, los arqueólogos han podido trazar un probable curso de los eventos.

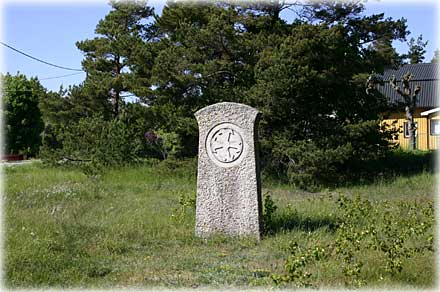
Monumento de 1961 cerca del puente de Ajmunds, erigido para conmemorar el 600.º aniversario de la batalla.

La batalla duró dos días, entre el 25 y el 26 de julio. Cuando los daneses llegaron al río Sudertingsån, entonces de caudal más abundante que en la actualidad, los locales ya habían destruido el puente de Ajmunds, el paso principal en dirección sur-norte. Sabían que las orillas del río eran demasiado empinadas para el paso con armadura pesada, y en efecto, tras varios intentos, los daneses suspendieron su avance y, debido a emboscadas y ataques esporádicos de la milicia local (que causaron algunas bajas entre sus filas), se retiraron hasta hallar un lugar defendible para pasar la noche. Esa noche enviaron una patrulla para buscar un posible punto de cruce factible, y esta lo encontró a un kilómetro al sureste del puente, en Fjäle mire. Los locales habrían excluido esta llanura, normalmente fangosa, pues creían difícil un posible avance de las tropas invasoras por este camino, pero en pleno julio de un verano caluroso y seco como fue aquel, sus planes quedaron en saco roto. Cuando la milicia campesina se presentó por fin en el mire para parar el avance danés, era demasiado tarde. En la intensa batalla, unos 1500 isleños perdieron la vida (entre los que es probable que hubiera niños y ancianos). No hay detalles sobre el número de bajas en la tropa danesa, por lo que se estima que fueron escasas.
Durante tiempo, solo existían dos fuentes históricas que arrojaban luz sobre los acontecimientos, una arqueológica y la otra textual. Unas décadas tras la batalla, con la isla bajo jurisdicción sueca, se erigió en Guldrupe (a unos kilómetros al sureste de Mästerby) un monumento llamado Grenskorset en forma de cruz celta (como era la costumbre) para conmemorar el sacrificio de los lugareños, con fragmentos de inscripción que se han conservado hasta la actualidad, que incluyen el texto en latín Anno Domini MCCCLXI... Iacobi, a saber, el año 1361 y la Fiesta de Santiago Apóstol (el 25 de julio).
La fuente textual más antigua que ha sobrevivido hasta nuestros días es la Cronica Guthilandorium, escrita en 1633 por el entonces párroco de Mästerby, Hans Nielsen Strelow. Se trata por tanto de un manuscrito elaborado 300 años tras la batalla, aunque por su contenido se puede apreciar que, al menos en cierta medida, se basaba en textos más antiguos. Estos puede que aún se guardaran en la vicaría de Mästerby, cuando en 1735 un incendio que arrasó el lugar quemó la mayoría de material escrito. El texto menciona la aldea pesquera de Kronvall como el punto de atraque de la flota danesa, es decir, en Ekstakusten, frente a los islotes de Stora Karlsö y Lilla Karlsö. También menciona escuetamente el enfrentamiento y las fechas en que tuvo lugar. Algunas partes, sin embargo, parecen más leyenda que realidad, como que tras la batalla, Valdemar, conmovido por el coraje de los isleños, levantó una cruz en su honor, antes de avanzar hacia Visby. Los historiadores creen muy poco probable que el furioso rey sueco realizara tal gesto para alabar al enemigo tras una semejante batalla.
En 2006, el Consejo Nacional de Patrimonio de Suecia (Riksantikvarieämbetet) junto con la Sociedad Histórica de Mästerby iniciaron una extensiva investigación arqueológica del lugar, empleando métodos más modernos que en el pasado. Hasta 2011 se encontraron cientos de hallazgos relacionados con la batalla, incluido el punto preciso en el que los daneses cruzaron el río, aprovechando la parte más arenosa del terreno. El equipo fue encargado también con la tarea de demostrar la veracidad del gesto simbólico de Valdemar hacia los combatientes locales, pero no se encontró ningún indicio de la citada cruz. Los hallazgos están en exposición en los museos de Mästerby y de Gotlandia (en Visby).

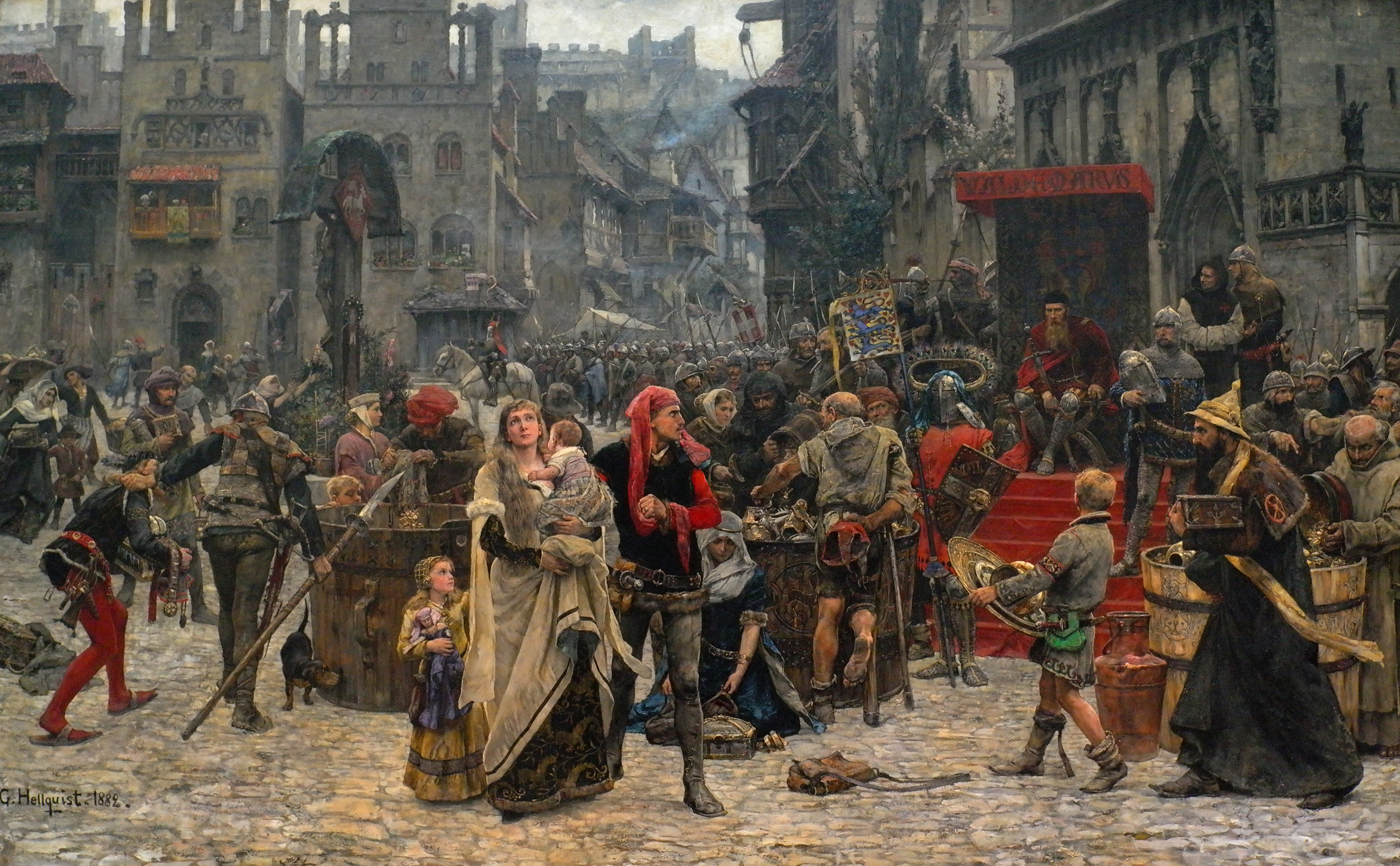
La toma de Visby por Valdemar Atterdag. Óleo de 1882, por Carl Gustaf Hellqvist (Museo Nacional de Suecia).

#### Batalla de Visby
La batalla principal de Gotlandia tendría lugar en los dos días siguientes. Visby era en aquel entonces una ciudad cosmopolita de comerciantes venidos de distintas regiones del norte europeo; demográficamente muy distinta al resto de la población gotlandesa, fue símbolo del poder del comercio en el Báltico. La ciudad constituía durante años uno de los centros del comercio más importante del Báltico y contaba con un castillo imponente. A principios de la década de 1360, el concejo municipal estaba conformado por suecos, teutones, rutenos y pomeranos, con clara influencia hanseática. El contraste con la población isleña era apreciable (tanto étnica como económicamente), y, de hecho, su gran muralla (considerada la más potente de la historia medieval escandinava y listada como Patrimonio de la Humanidad) había sido considerablemente reforzada durante el conflicto civil insular entre la ciudad y la asamblea ciudadana de la isla unas décadas antes. También la reacción de los miembros del concejo de Visby a la invasión danesa parece haber sido distinta.

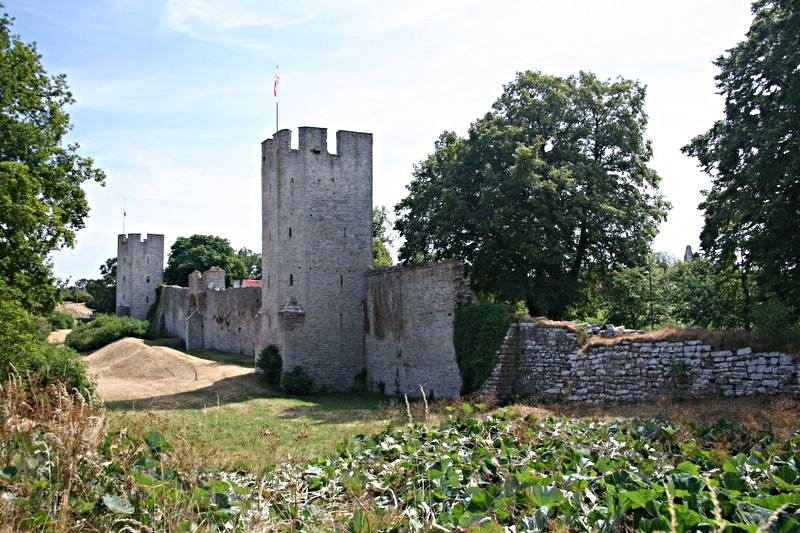
Imagen de la muralla de Visby, cerca del acceso norte. El curso principal de la batalla se libró a unos 300 metros de la muralla.

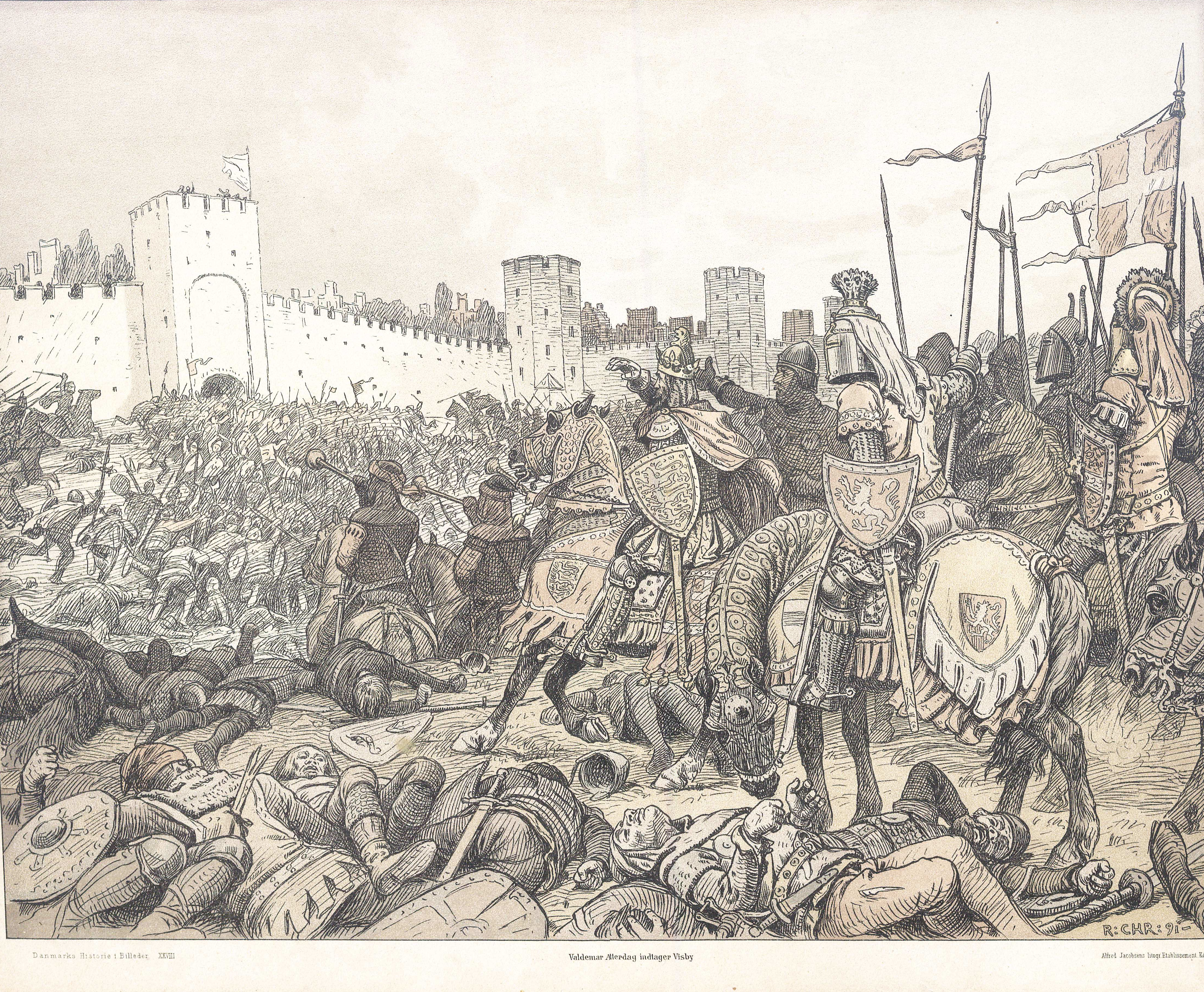
Toma de la ciudad de Visby por Valdemar Atterdag en 1361. (Rasmus Christiansen, 1863-1940)

La campaña de Visby tuvo lugar a las afueras de la muralla anular que circunvala la ciudad (actualmente el casco viejo). El 26 de julio, inmediatamente después de Mästerby, las tropas de Valdemar alcanzaron la ciudad cuando la milicia local aún se encontraba dispersa y desorganizada. El enfrentamiento se produjo el día siguiente (el 27 del mes). Los mercenarios alemanes usaban arcos más potentes que los conocidos por aquellos lares, y se estima que la descarga de flechas al comienzo del ataque acabó con la quinta parte de la milicia gotlandesa. Seguidamente comenzó el combate en campo abierto, en el que el resto de los locales sufrieron graves pérdidas (los registros de Visby hablan de 1800 bajas frente a 300 danesas, es decir, una relación de 6 isleños por cada danés). Durante toda la batalla, las puertas de la ciudad permanecieron cerradas, y solo se abrirían tras el cese de los combates. Es difícil saber qué dirección habría tomado el enfrentamiento, o incluso la guerra, si la propia ciudad formara parte de la batalla, ya que su formidable muralla y la capacidad de aguamar largos asedios habría impuesto con toda seguridad una ardua campaña.
Los miles de muertos, incluidos muchos de los caídos en la batalla de Mästerby, fueron enterrados en seis fosas comunes a las afueras de la Söderport (la puerta sur de la muralla, cerca del actual cementerio municipal). Excavaciones han revelado que muchos fueron enterrados con sus mallas y escudos, pero sin sus armas (espadas y hachas) ni cascos, que habrían sido incautados por los vencedores. Uno de los hallazgos arqueológicos más destacados del lugar es una cota de malla muy bien preservada, actualmente en exposición en el museo de Gotlandia. También se han hallado muchos huesos y artefactos relacionados con la batalla.

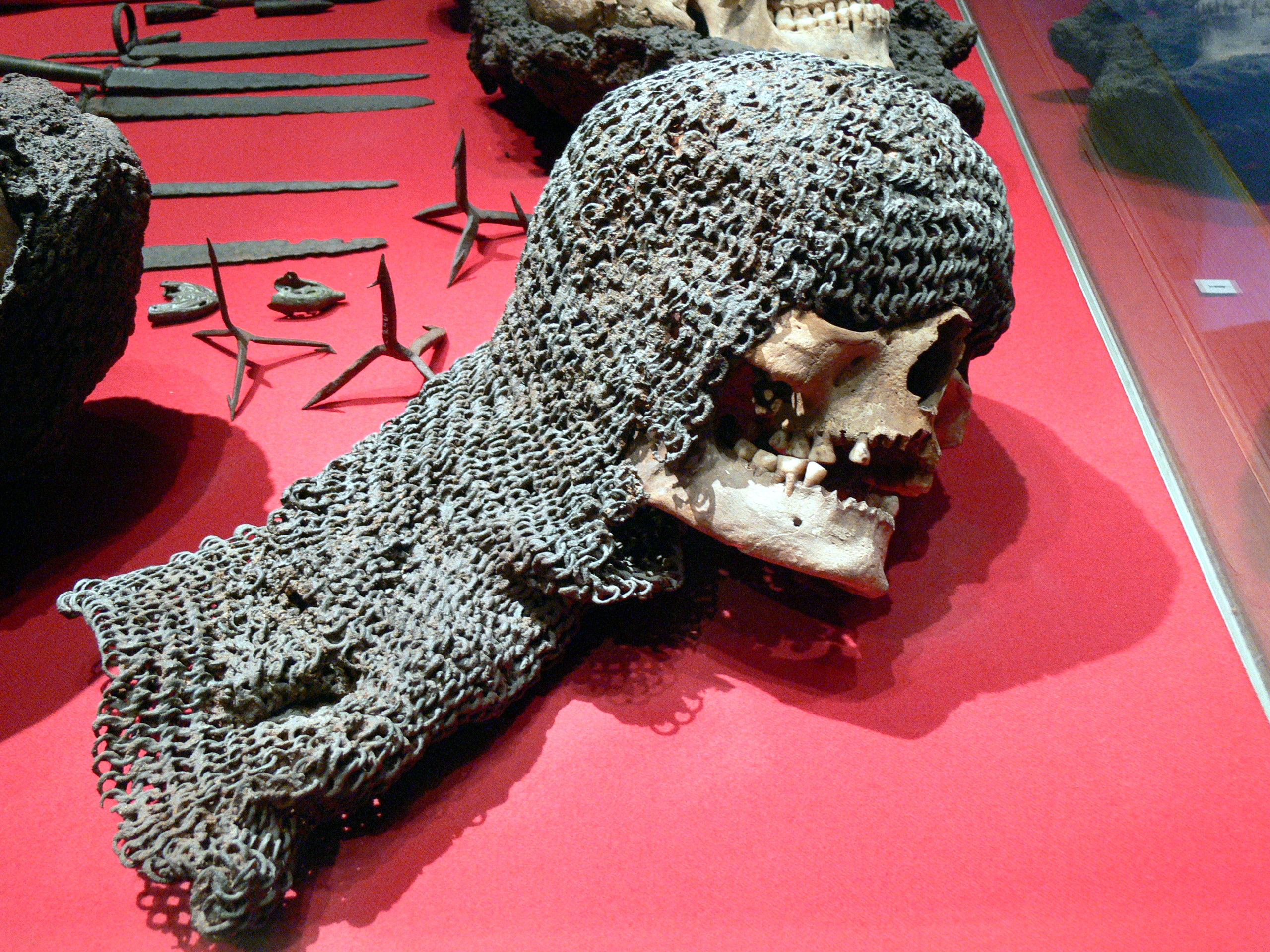
Arqueología: Cráneo de un soldado en la batalla en 1361, con su cota de malla entera.

Lo mismo que en la batalla de Mästerby, poco después de finalizar los combates se erigió una cruz celta para conmemorar a los caídos en terreno de la abadía de Solberga, al este de la muralla. En ella aparece en latín la inscripción Anno Domini MCCCLXI feria III post Jacobi ante portas Wisby in manibus Danorum ceciderunt Gutenses hic sepulti, orate pro eis! (‘En el año 1362 de nuestro Señor, tercer día tras la feria de Santiago, frente a las puertas de Visby cayeron a mano de los daneses los gotlandeses aquí sepultados, ¡rezad por ellos!’). 

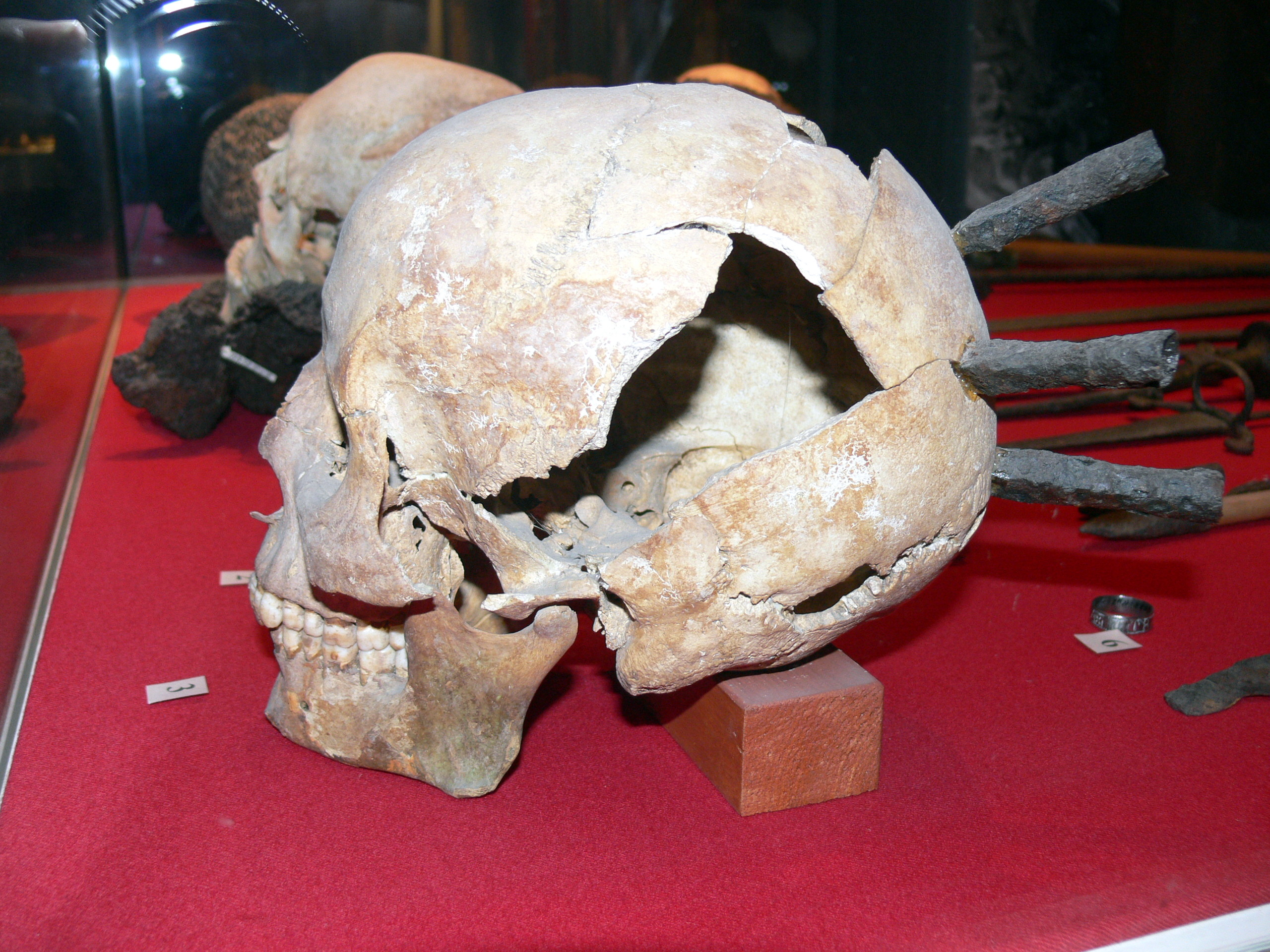
Arqueología: Cráneo de un combatiente gotlandés en la batalla de Visby, 1361, disparado con tres flechas.

##### Capitulación de Visby
La capitulación de la ciudad de Visby se produjo dos días después, para evitar su asedio por los daneses que acampaban extramuros. Parece que los habitantes de la ciudad, que no tomaron parte en la batalla, tuvieran otra idea sobre las negociaciones con los daneses; también tenían más que ofrecerles que los campesinos gotlandeses (y que a diferencia de estos últimos no abordaban la lucha desde una perspectiva patriótica, sino estrictamente económica). El concejo de la ciudad reconoció a Valdemar como el nuevo señor de Visby y de Gotlandia, y el rey danés respondió manteniendo en principio los privilegios de la ciudad, incluido el derecho de acuñar su propia moneda (introducido por la Liga en décadas anteriores para afianzar su posición como centro comercial y administrativo). Según la misma fuente, Valdemar habría dejado además en manos de la ciudadanía local el control de la administración, la justicia y la recaudación de impuestos.
En la práctica, sin embargo, la ciudad, que se había salvado en su mayor parte de los habituales episodios de saqueo, quema y ejecuciones de la población local, se encontraba en apuros. Aunque mantuvieran el derecho a recaudar impuestos, sí tenían que pagar a los daneses una «tasa de ocupación». La autenticidad de las acciones de Valdemar y sus intenciones son objeto de interpretaciones, según quien lo mire y muchas veces partiendo de la misma leyenda. Algunos argumentan que la ciudad de hecho no pudo pagar el importe requerido por los daneses, o incluso que no hubo tal acuerdo. Otros alegan que el ofrecimiento del rey danés de mantener los privilegios hanseáticos en Visby era sincero, pues entendía la importancia de su gestión económica que la llevó a tener la relevancia que tenía. Sin embargo, también es posible que los saqueos puntuales descritos en algunos textos, sobre todo de iglesias (donde se guardaban objetos de valor), en efecto tuvieran lugar, y que la tasa exigida a los lugareños era exorbitante. Cuenta la leyenda que el rey mandó colocar tres barriles vacíos de gran tamaño en la plaza de la villa y decretó que se llenaran hasta arriba de oro, plata y otros objetos de valor hasta que el sol «haya marcado su presencia tres veces» (es decir, en un plazo de tres días). Según las crónicas, uno de los barcos de Valdemar que puso rumbo hacia Dinamarca se fue a pique frente a la costa de una de las islas Karlsö cargado de objetos de gran valor procedentes de iglesias, monasterios y ciudadanos de la isla.
Existen varios mitos relacionados con la conquista de la ciudad. Lo seguro es que Valdemar estuvo físicamente en la isla y participó en la lucha; también es reconocido que la batalla de Visby fue uno de los enfrentamientos más sangrientos en la historia de Escandinavia. Si bien, aparte del número de bajas, difícil de confirmar por métodos arqueológicos, otros datos también podrían ser nada más que un mito, como que el 1 de mayo de 1361, Magnus Eriksson enviara una carta a los ciudadanos de Visby avisándoles del inminente ataque, y que es el motivo por el que pudieron encerrarse a tiempo dentro de las murallas de la ciudad, esperando quizá a un largo asedio que nunca llegó a ser. Sea como fuere, la invasión danesa de Gotlandia y batalla de Visby se han convertido en un elemento clave en el folclore local, a tal punto que allí se celebra cada año el mayor festival medieval de Escandinavia, donde se lleva a cabo la famosa recreación de la batalla.

#### Perspectiva hanseática
En retrospectiva, la campaña de Visby sirvió para recomponer las relaciones internas entre miembros de la emergente Liga Hanseática, cuyos intereses por aquel entonces no siempre estaban alineados. A pesar de que Visby estaba en el «área de influencia hanseática», su posición había quedado algo debilitada después de que Lübeck hacía algún tiempo que despachaba barcos a Rusia sin necesidad de carga y descarga de mercancías (y por tanto de pago de aranceles) en Visby o ningún otro lugar. Aquello generaba tensiones con ciudades más al este hanseático, que dependían del comercio en Gotlandia. El ataque a Visby, militarmente exitoso para los daneses, produjo un efecto contrario al que se pretendería conseguir, con una llamada a la unión de fuerzas y los primeros intentos de bloqueo marítimo contra el enemigo.
Si bien en la práctica, la respuesta hanseática era todo menos uniforme, poniendo de manifiesto que la joven confederación, con sus distintas nacionalidades y prioridades geopolíticas, aún no era una entidad consolidada y homogénea. Las ciudades hanseáticas más afectadas por el proceder de los daneses eran las llamadas ciudades wendas (desde Lübeck al oeste, pasando por las pomeranas y hasta la última de las sorabas), que suspendieron inmediatamente las relaciones comerciales con Dinamarca (aunque se ha sugerido que al principio Valdemar estaba dispuesto a revisar los términos de cooperación con la Liga), y finalmente declararon la guerra a los daneses y sus aliados (septiembre de 1361). Por otra parte, otros miembros de la Liga quedaron al margen de esta intervención. De hecho, aunque oficialmente la Hansa declaró la guerra a los daneses e intentaba instaurar un bloqueo a sus barcos, algunas de sus comunidades, sobre todo las ciudades teutónicas, al este, y las neerlandesas y demás ciudades costeras del mar del Norte, al oeste (incluida la costa oeste de Jutlandia y Sajonia), seguían comerciando con los nórdicos. Como resultado, el bloqueo hanseático resultó inefectivo, y la carga de la guerra en estos primeros meses cayó principalmente sobre los wendos.

### Batalla de Helsingborg
Sin embargo, las consecuencias de la expansión danesa y las consiguientes restricciones para el comercio hanseático no tardaron en notarse. A principios de 1362, representantes de la Liga Hanseática, Holstein y Suecia se reunieron en Greifswald (Pomerania Occidental) para preparar una acción militar conjunta contra Dinamarca. La representación hanseática constaba de la mayoría de sus ciudades, salvo las de Westfalia, Frisia y el norte de Holanda (las más occidentales, que seguían al margen del conflicto). Algunas de estas ciudades además estaban afrontando las consecuencias de la devastadora segunda inundación de San Marcelo, una marejada ciclónica que azotó el mar de Frisia, dejando a decenas de miles de muertos en su camino (y creando algunas de las islas Frisias). Una de las ciudades más ricas de la región y proveedora de la Hansa, Rungholt (llamada a veces la Atlántida del mar del Norte), quedó sepultada bajo las aguas mareales de Frisia septentrional.

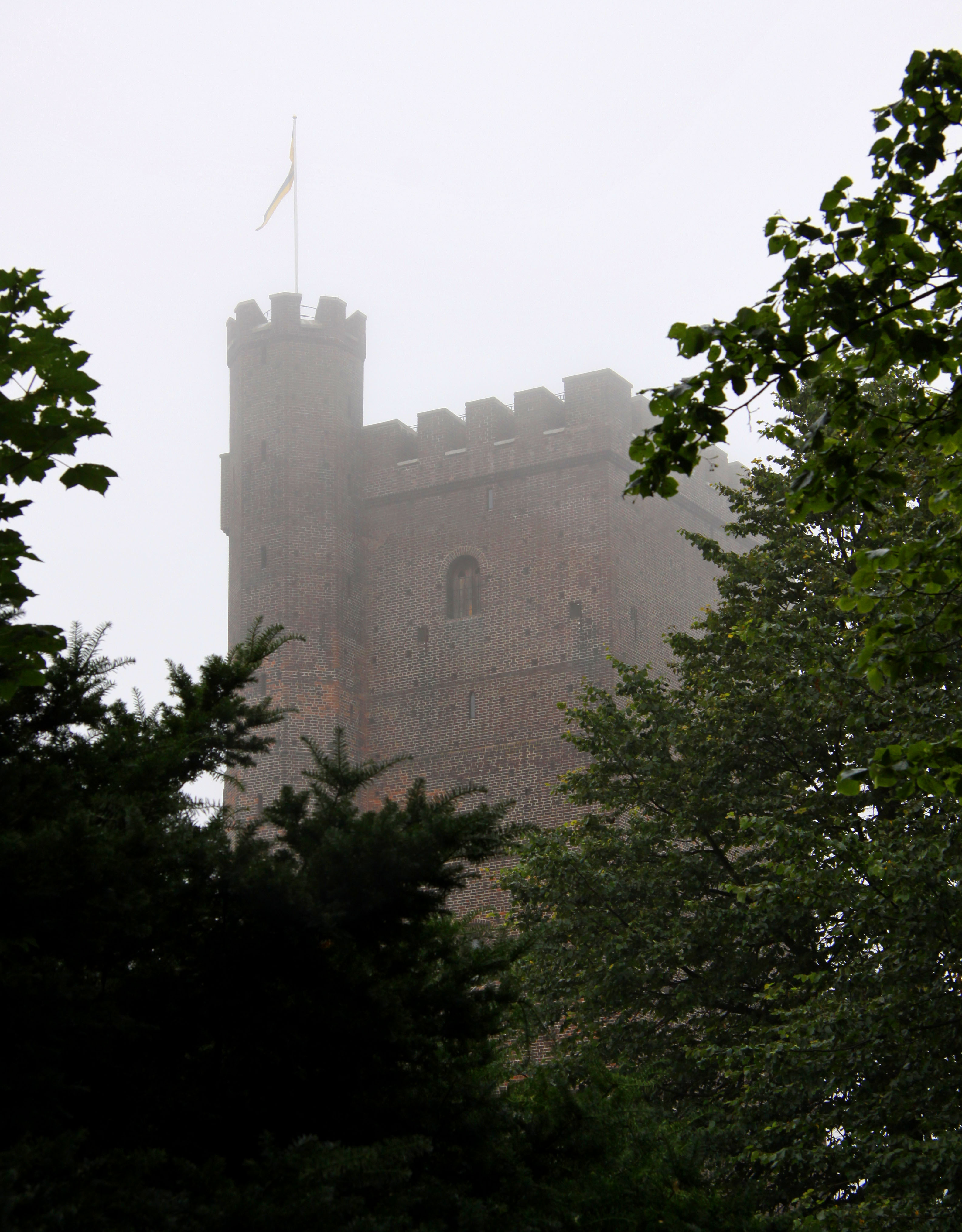
La torre de Kärnan en Helsingborg. Construida un par de décadas antes, la batalla de 1362 sería su primer desafió.

El interés de la Liga en esta fase de la guerra se dividía en dos: el mercado de Escania y el libre paso al Mar del Norte. Geográficamente, estos dos objetivos tenían un punto en común: el estrecho del Sund. El alcalde de Lübeck (potencia regional y capital hanseática de facto), Johann Wittenborg, dirigía las negociaciones, en las que tomaron parte también la Orden Teutónica (que gobernaba la región más oriental de la Liga en competencia con la confederación mariana, sobre todo desde que el propio Valdemar les vendiera Estonia como parte de su empeño por estabilizar las finanzas de su país) y, junto al representante de Suecia, también un enviado de Noruega.
Se acordó que tanto la Liga como sus aliados nórdicos aportarían unos 2000 hombres armados cada uno, y los barcos para transportarlos. Los objetivos de la operación se fijaron contractualmente: Escania y Gotlandia debían pasar a manos de Suecia, los privilegios hanseáticos serían restaurados (tanto en estas regiones como en otros lugares estratégicos), y las ciudades cosignatarias de la Hansa debían tener opciones de arrendamiento territorial en las zonas conquistadas de acuerdo con las fuerzas que aportaban. La capital Lübeck proporcionaba 600 hombres armados, Stralsund y Rostock 400 cada una, Wismar, Greifswald y Stettin 200 cada una, Kolberg 100 hombres, Stargard y Anklam 50 cada una y Kiel 40. En abril de 1362, un total de 2240 hombres armados se reunieron en la costa norte de la isla de Hiddensee, más tarde reforzados por 600 hombres adicionales enviados desde las ciudades libres de Hamburgo y Bremen (300 cada una), que no participaron en las negociaciones de Greifswald, pero que como potencias portuarias en el corazón del norte alemán tenían sus intereses en la región. 
La expedición, de unos 3200 hombres y 50 barcos (incluidas 27 cocas, el tipo de embarcación más común de la Liga), fue comandada por el mismo Wittenborg, que además de alcalde era almirante de la flota hanseática y un veterano comerciante que conocía bien las rutas bálticas. Según la Cronica Guthilandorium, cinco de los barcos fueron financiados por Magnus de Suecia (a esta altura ya reconciliado con su hijo). No se sabe con certeza si el destino de la flota era Copenhague o directamente Helsingborg; lo seguro es que pusieron rumbo al estrecho del Sund, y que al pasar por Copenhague realizaron una serie de saqueos en la ciudad, antes de seguir rumbo al norte. Al tocar puerto, Wittenborg mandó desembarcar al grueso de sus hombres y dirigirse a pie hacia la ciudad con el fin de asediarla, dejando la flota al descubierto y con limitada vigilancia. Durante doce largas semanas, las tropas hanseáticas sitiaron la ciudad de Helsingborg y su ciudadela fortificada.
Durante todo este tiempo, el apoyo acordado de Suecia y Noruega no se materializó. Por lo contrario, fue suficiente para que Valdemar reuniera su propia flota de 2500 hombres, y el 8 de julio de 1362 atacara la flota hanseática atracada en el puerto de Helsingborg, aprovechando que el grueso de la tropa enemiga estaba apartado. En la batalla que seguía, los daneses capturaron 12 de los barcos y tomaron por prisioneros a varios de los nobles pomeranos, una derrota dolorosa para una confederación cuya existencia se basaba en el comercio en el Báltico, y que en la práctica concluyó esta etapa de enfrentamiento armado.

### Período de tregua

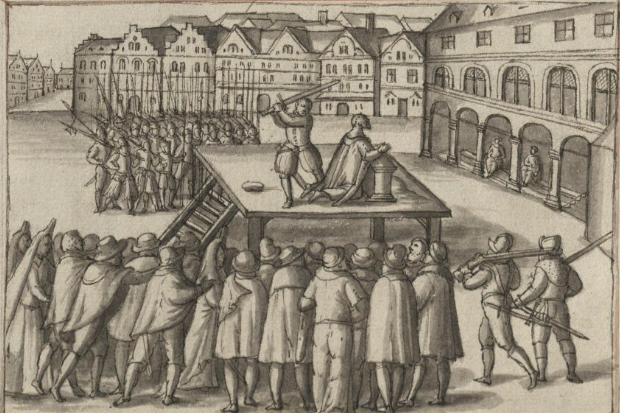
Ejecución de Johann Wittenborg, imagen de la Lübecker Chronik de Heinrich Rehbein, hacia 1620.

Unos meses después de la batalla, el 22 de noviembre de 1362, se acordaría un alto el fuego en Rostock, bajo condiciones muy desfavorables para los hanseáticos, aunque estas mejorarían en cierta medida (al menos sobre el papel) para facilitar la firma oficial de la tregua el 6 de enero de 1364 (más de un año tras el cese de las hostilidades). Por parte de los daneses, fue el señor de Møn, Fikke Moltke, descendiente de una familia mecklemburguesa que poseía territorios y señoríos bajo la corona danesa, quien negoció el acuerdo e impuso las condiciones finales. El armisticio, sin embargo, solo entraría en vigor en 1365, con la firma de la Paz de Vordingborg. Sobre el papel, no se impedía a los hanseáticos comerciar con Dinamarca ni atravesar el Sund, pero la realidad era otra, pues los acosos a barcos de la Liga eran constantes.
Una consecuencia inesperada para los daneses fue la lesión del hijo y heredero natural de Valdemar, Cristóbal, duque de Lolland. Las crónicas alemanas y suecas coinciden en que este recibiera un impacto de una piedra en la cabeza, que le dejó con graves problemas cognitivos. Según las crónicas suecas, ocurrió cuando estaba en su barco batallando en las aguas del Sund, si bien el Nordisk familjebok lo atribuye a un disparo con un tirachinas que le alcanzó cuando estaba en la costa. Sea como fuere, Cristóbal moriría el 11 de junio de 1363 en Copenhague, bien de sus lesiones bien por una enfermedad, lo cual daría la vuelta al panorama de la sucesión al trono danés (y hay quien dice que incluso al resultado de la guerra).
En cuanto a Wittenborg, este logró eludir el cautiverio tras las negociaciones de Rosctock, pero el año siguiente, en algún momento entre agosto y septiembre de 1363, sería juzgado por el desastroso desenlace de la batalla y ejecutado en la plaza de Lübeck. Aunque no se han conservado las minutas del consejo de guerra, algunos historiadores consideran posible, e incluso probable, que Wittenborg contara en su estrategia con el apoyo de los aliados nórdicos pactado en Greifswald, que nunca llegó (con una Suecia sumida en peleas internas y una Noruega a esta altura más aliada de los daneses por razones dinásticas y estratégicas).
Este período también presenció un cambio importante en el poder sueco. El rey noruego Haakon, ahora correy de Suecia, antes apoyado por la nobleza contra su padre, resultó ser el mismo «escollo» para los intereses de los miembros del Consejo Real, quienes en 1363 se presentarían en Mecklemburgo, buscando el apoyo del duque para derrocar a los Bjälbo. Para ello, ofrecieron la corona de Suecia a su segundo hijo (ya que su primogénito se había casado con la hija de Valdemar y estaba llamado a heredar a su padre como duque), llamado también Alberto, cuya legitimidad emanaba teóricamente de su madre, Eufemia de Suecia (aunque al nacer fuera de Suecia no cumplía con un requisito legal de la época). El duque hacía ya tiempo que buscaba aupar a su hijo al trono sueco, supuestamente para convertirle en un rey títere suyo (aunque resultaría ser un rey fuerte, eso sí, siempre valiendo por los intereses de los Mecklemburgo). Con el apoyo de los nobles suecos y algunos príncipes alemanes, en 1363 un ejército mecklemburgués venció a unas tropas suecas aún mermadas por los acontecimientos de los años anteriores. Paso siguiente, pusieron rumbo a Estocolmo y Kalmar, cuya ocupación resultó fácil ya que ambas contaban con una importante población alemana. En Estocolmo, donde Alberto fue recibido con regocijo, este se proclamó en 1364 rey de Suecia (como Alberto I) en elecciones celebradas por el Consejo Real. Cuando Suecia volvería a ser aliada de la Hansa en la segunda etapa del conflicto con los daneses, lo haría esta vez por la alianza natural de Mecklemburgo con los hanseáticos (en contraste con la colaboración anterior de Magnus con estos). La guerra civil sueca que se libraría en los próximos años se considera, por tanto, un conflicto dentro del marco de la guerra danesa-hanseática. De hecho, a mediados de 1365, un ejército de noruegos y lealistas suecos intentó recuperar la corona, pero en la batalla librada en un bosque a las afueras de Enköping fueron derrotados por los alemanes, y Magnus tomado por prisionero de Alberto (condición en la que permanecería hasta final de la guerra). Este proceder no supuso sin embargo un gran revés para el rey danés, quien un par de meses después firmaría el armisticio como vencedor.
En cuanto a la Hansa, tras la ejecución de Wittenborg hubo planes de reflotar una flota alternativa, pero estos no llegaron a concretarse. Los próximos tres años se caracterizarían por una incómoda tregua, un período de ansiedad y desafío para los hanseáticos. A falta de un acuerdo de paz definitivo, las ciudades sorabas y pomeranas, que más sufrían las consecuencias, aún se consideraban en guerra, que no obstante, con sus ingresos caídos en picado, les fue imposible financiar, dando lugar a luchas internas más que contra un enemigo común. El rescate pagado ese año por la devolución de los nobles capturados por los daneses empeoró la crisis aún más. Fue la peor crisis de la confederación de la Hansa durante su existencia y, según algunos autores, hasta se vaticinaba su posible colapso, que de haberse producido la habría dejado como otro período breve en la historia medieval. Sin embargo, los intereses comunes prevalecieron, y la Liga consiguió mantenerse a flote como una realidad política a pesar de los reveses sufridos.

## Armisticio

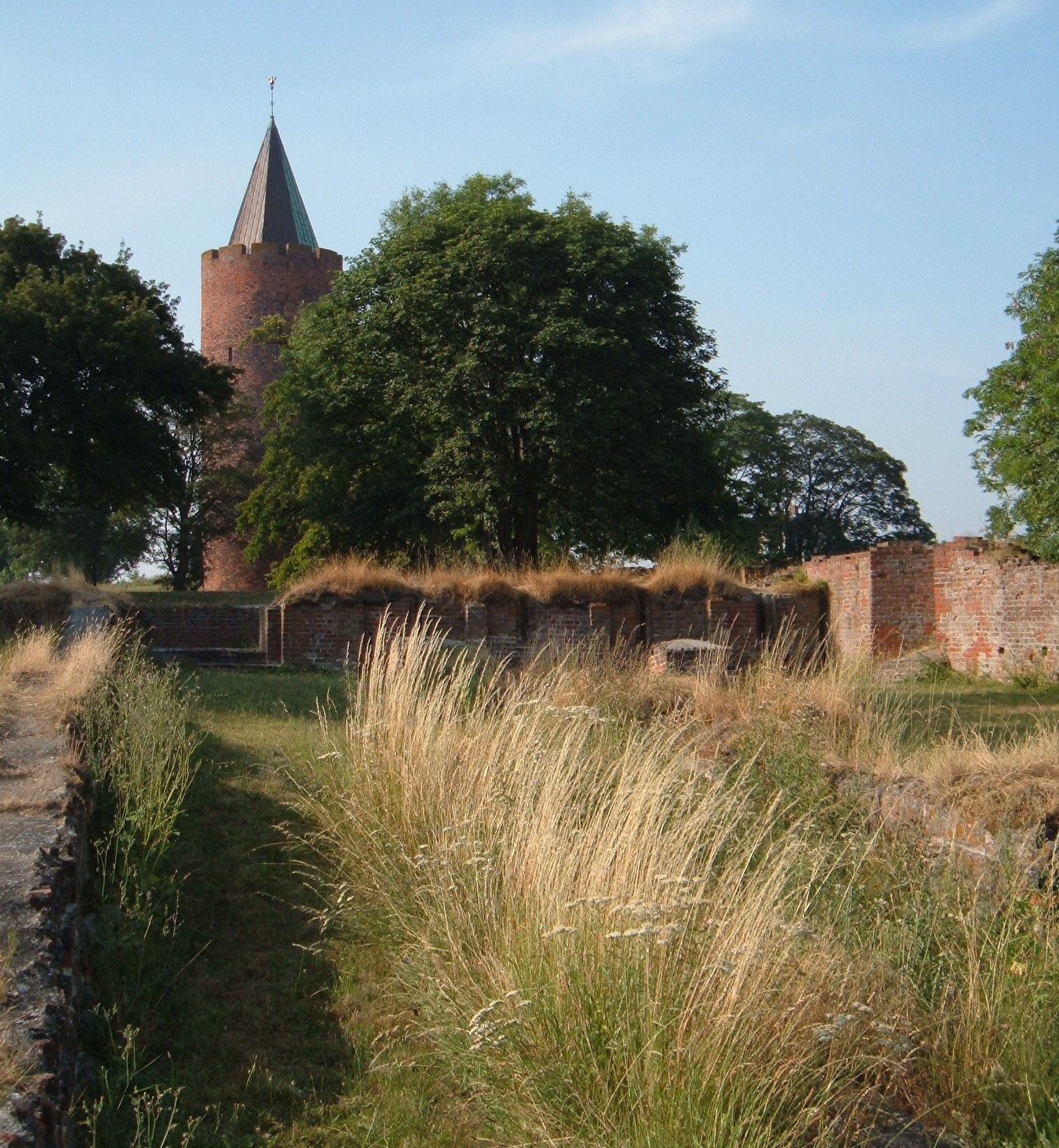
Castillo de Vordingborg, lugar de firma del armisticio de 1365.

El tratado de Vordingborg, firmado el 22 de noviembre de 1365 en el castillo homónimo (construido por Valdemar durante el período de tregua), puso oficialmente fin a lo que algunos consideran la primera de dos guerras (de ahí el nombre de Paz de Vordingborg). A ojos de Valdemar, más allá de vencer en el juego de poder económico y territorial frente a la Hansa, él había librado a su país del dominio extranjero, tanto de Suecia (en territorios que los daneses consideraban propios, aunque volverían a cambiar de manos hasta la actualidad) como de Holstein (la casa alemana que gobernaba Jutlandia entera) y Mecklemburgo (que controlaba el sur del territorio, el cual sería unas décadas después el sur de la Unión de Kalmar bajo Margarita de Dinamarca).
El tratado también tuvo en un principio, al menos desde la perspectiva hanseática, el objetivo de reducir la humillación de la derrota y, más importante, salvaguardar en el mayor grado posible sus opciones de comercio en el Báltico (de ahí que las negociaciones resultaron largas, con algunas mejoras introducidas por los daneses a lo largo de los meses que conducirían a la firma del documento). En la práctica, sin embargo, los daneses seguían obstaculizando en gran medida el comercio de la Liga en el Báltico. Parece haber sido una táctica intencionada de Valdemar, quien además de acosar a los prusianos y obstruir el paso de mercancías por el Sund, adoptó una actitud hostil también hacia las ciudades holandesas (que hasta entonces habían mostrado poco interés por el conflicto). Paradójicamente, aquello causó un efecto inesperado por los daneses, pues en lugar de debilitar a sus rivales, agudizó su desesperación, que les llevó a unir fuerzas y planear acciones que cambiarían el rumbo del conflicto, fortaleciéndose en los próximos meses hasta volver a considerarse una potencia regional.
En 1366, la dieta hanseática (Hansetag) se reunió en Lübeck, donde negoció y firmó un importante acuerdo que retenía todos los establecimientos comerciales (kontores) bajo su control, con pleno acceso a la ciudadanía en todo el territorio. Por primera vez se trazó una alianza clara entre las ciudades wendas, prusianas y neerlandesas. En los siguientes meses, muchas otras ciudades de la Liga y territorios colindantes se unirían a la alianza, que a mediados de 1367 contaba ya con 77 villas y ciudades, desde la península holandesa hasta la costa livonia.

### Fundación de la Confederación de Colonia
El 19 de noviembre de 1367, gran parte de esta coalición se reunió en la mayor dieta hanseática de su historia, en la ciudad de Colonia, en Westfalia, para formar una potente alianza militar, conocida como la Confederación de Colonia, que por primera vez contaba también con el apoyo activo de la nobleza y los príncipes alemanes (Fürsten). Un total de 57 villas fueron representadas en la asamblea a través de las ciudades de Lübeck, Rostock, Stralsund, Wismar, Kulm (Chełmno), Thorn (Toruń) y Elbląg, de un lado, y las ciudades neerlandesas de Kampen, Harderwijk, Elburg, Ámsterdam y Brielle, del otro. La elección de Colonia para acoger a la dieta se debió a su cercanía a territorio neerlandés (un poco más de una década antes de la fundación de los Países Bajos Borgoñones). Algunas ciudades hanseáticas, como Hamburgo y Bremen, agotadas por los largos conflictos de la época, no estaban en condiciones de contribuir militarmente, pero sí aportaban económicamente al esfuerzo conjunto. Aunque algunas otras ciudades, como las del interior de la Hansa, sobre todo en Westfalia, no se unieron a la confederación, la consolidación de su poderío militar se logró a través de sus socios estratégicos, a saber, Suecia, Mecklemburgo y Holstein (los dos primeros a través de la casa de Mecklemburgo, que se convertiría en un actor importante en la contienda). Las tropas de Holstein fueron comandadas por el conde Adolfo de Holstein-Kiel. La confederación también firmó en 1368 alianzas con parte de la nobleza danesa, opuesta a Valdemar.

## Segunda etapa/guerra (1367-1370)
A finales de 1367, la Liga Hanseática declaró de nuevo la guerra a la Dinamarca de Valdemar, esta vez como parte de la amplia Confederación de Colonia y sus aliados. El papel de Suecia, reinada por la casa de Mecklemburgo, en esta fase del conflicto era crucial, si bien fue la Liga la que sería el gran beneficiado del resultado de la guerra, habiendo restablecido el pleno control de sus rutas comerciales, mientras que Suecia habría recuperado territorios históricos, aunque en algunos seguiría habiendo presencia danesa. Antes de declarar la guerra, la Liga Hanseática justificó sus acciones en numerosas cartas enviadas a los principados vecinos del norte de Alemania, como también a Inglaterra y al Vaticano. En los siguientes años, la confederación invadiría las posesiones danesas pactadas en la Paz de Vordingborg, arrasaría la capital Copenhague y dirigiría múltiples campañas de asedios exitosos. El armisticio se firmó en 1370 en la ciudad costera pomerana de Stralsund, frente a la isla de Rügen, tras lo cual empezaría lo que se conoce como la Edad Dorada de la Liga Hanseática.

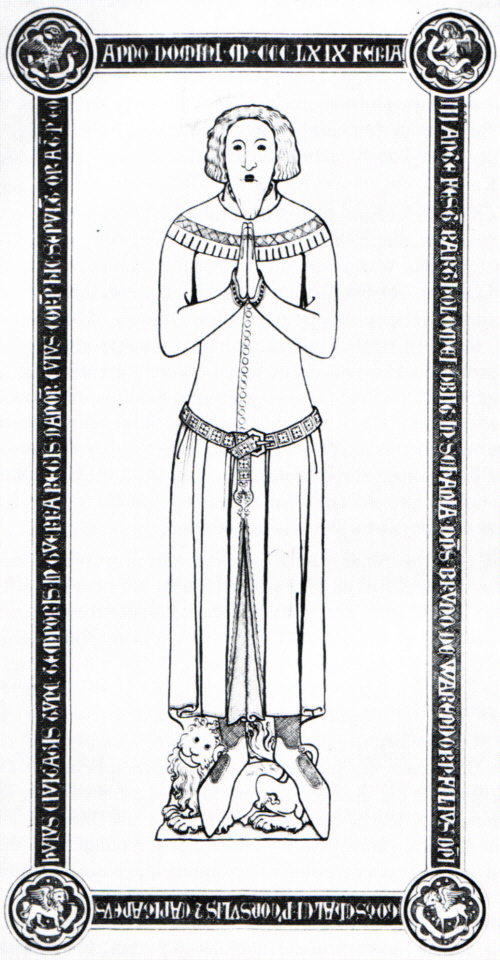
Esbozo de Bruno von Warendorp, Iglesia de Sta. María

Aunque la confederación aseguró sus posiciones ya a finales de 1367, las operaciones comenzaron en abril de 1368 en tres frentes: en los primeros días de la campaña, tropas suecas invadieron Escania, conquistando rápidamente ciudades como Falsterbo, Ystad y Lund, mientras que el conde de Holstein-Rendsburg invadió la Jutlandia danesa, tomando Ribe y Viborg; al mismo tiempo, la flota hanseática dirigía su ataque a Copenhague, que el 2 de mayo fue capturada, saqueada y destruida. En el verano de ese año, el combinado de tropas suecas y hanseáticas volvieron a tomar Escania, y en los próximos meses fueron ganados puntos clave en la Jutlandia danesa, y el litoral sur-sureste de Noruega tomado en su práctica totalidad (el bloqueo hanseático de los puertos noruegos llevarían al rey Haakon, ahora aliado de Valdemar, a retirarse de la guerra). Por consiguiente, el rey Valdemar se vio obligado a huir, en una campaña que en un principio tuvo el fin de intentar recabar apoyos de posibles aliados. Durante su ausencia, dejó como regente al recién nombrado dorst de Dinamarca, Henning Podebusk (quien sería el último dorst, ejerciendo bajo tres monarcas distintos), conocido por sus dotes diplomáticas.
La batalla más dura se libró en Helsingborg, que resistió un largo asedio y obligó a los sitiadores bajo el mando de Bruno von Warendorp a pasar el duro invierno a las afueras de sus murallas. La ciudad caería solo a finales del verano de 1369, considerado el evento que en la práctica selló el desenlace de la guerra (aunque no sería el último combate).
A finales de noviembre de 1369 entró en vigor el alto el fuego entre Dinamarca y la Liga Hanseática (también en representación de Suecia), que en pocos meses resultaría en la Paz de Stralsund. A continuación los principales asedios de la contienda (aunque hubo otros escenarios menores, como los anteriormente mencionados): 

### Sitio y saqueo de Copenhague

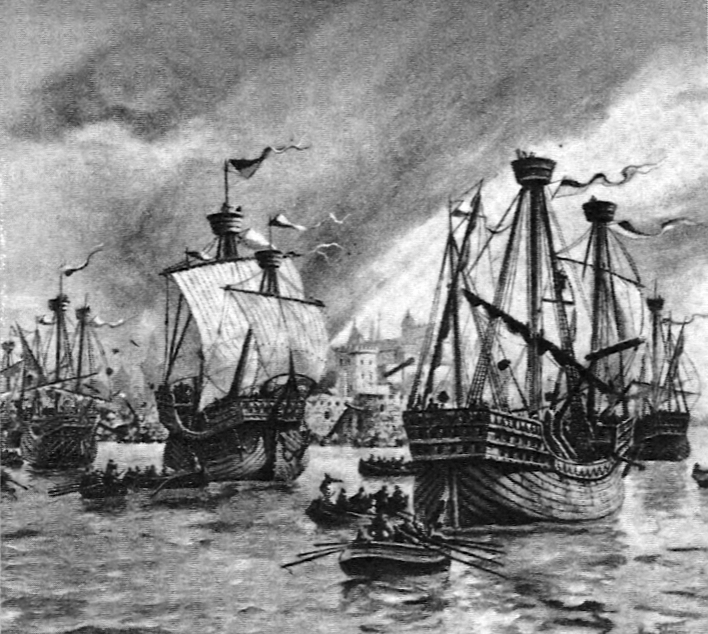
Conquista de Copenhague por la Hansa en 1368. Dibujo de H. R. von Petersen.

El 4 de abril de 1368, una flota hanseática de 37 barcos y unos 2000 hombres zarpó de Lübeck hacia Copenhague. Aparte de los hombres, llevaban a bordo 400 caballos, 8 trabuquetes, 4 catapultas y varios arietes (además de armas ligeras y provisiones para un largo asedio). Aunque esperaban una campaña difícil, la ciudad no aguantó por mucho tiempo el ataque de la flota enemiga. En los días siguientes los hanseáticos perpetrarían uno de los saqueos más violentos de la historia de la región, que acabó con la ciudad en ruinas y su puerto completamente destruido (quedando inservible para el resto de la guerra).
El castillo de Absalón —sede de la corte de Valdemar en Slotsholmen— pudo aguantar dos semanas antes de que la guarnición danesa se rindiera, bajo la condición de que se les dejara marchar. Al abandonar el castillo, los daneses dejaron atrás la mayor parte de los tesoros de la corona ahí guardados, pues al parecer se les prohibía llevarse objetos considerados propiedad del rey. Es posible que Valdemar creyera que los hanseáticos, con su espíritu de comerciantes, no destruirían una obra de arquitectura como era aquel castillo, pero después de deliberaciones se decidió derribar lo que era símbolo del poderío danés y objetivo de un posible intento de recuperar la ciudad. De hecho, la destrucción del castillo formaba parte de las estipulaciones en el acuerdo del alto el fuego.

### Sitio de Helsingborg
El llamado sitio de Helsingborg (en sueco: belejringen af Helsingborg) fueron de hecho una serie de asedios interrumpidos que se extendieron durante la duración de la contienda. A veces, el término solo incluye el asedio final, en el que las fuerzas sueco-hanseáticas salieron victoriosas, si bien habitualmente se refiere al conjunto de operaciones como una sola campaña con intervalos de tregua. Como años atrás, Helsingborg resultó ser de nuevo el lugar donde se decidiría la guerra. Más allá de su significado simbólico (lugar de la batalla naval que selló la derrota hanseática), también sería el más largo y costoso de esta etapa de la contienda. También esta vez, al principio los daneses atrincherados lograron agotar a los sitiadores, pero en la batalla final tuvieron que ceder la fortaleza y la villa, y con ello la guerra.
No se sabe con certeza cuántos intentos de asedio hubo en este lugar en el transcurso de las hostilidades (se barajan entre cuatro y seis), pues en varias ocasiones al menos parte de la fuerza sueca, cuando no su totalidad, dejaba Helsingborg para centrarse en otros objetivos. Tampoco quedan del todo claros los detalles de las fuerzas aliadas y de los mandos, pues algunos han sido citados por distintos autores en lugares distintos al mismo tiempo. Este sería el caso de Von Warendorp, alcalde de Lübeck y comandante de la mayor de las tropas hanseáticas, quien según algunos perdió la vida al final del último asedio de Helsingborg (aunque nadie sabe en qué momento o circunstancia), y otros aseguran que murió en la batalla de Lindholmen a continuación.  
Ya al comienzo de la campaña en 1367, el rey sueco, Alberto, tras haber sometido fácilmente a varios municipios en el camino, alcanzó Helsingborg, lanzando el primer asedio a la ciudad y su formidable sistema defensivo. La operación, sin embargo, resultaría infructífera, y tras varios meses y un invierno, durante el cual muchos se enfermaron, incluyendo al propio rey, y con sus aliados cosechando victorias en el sur báltico, los suecos pusieron proa a las islas danesas, tomando Nykøbing y Stege, antes de probar suerte con otro asedio a Helsingborg de varias semanas en su camino de vuelta a Suecia. Un tercer intento del que se tiene constancia tendría lugar hacia finales de 1368. 
En 1369, la Liga Hanseática decidió conquistar Helsingborg a toda costa, entendiendo que con ello podría decidirse el desenlace de la guerra. A tal efecto envió su mayor formación, comandada por Von Warendorp y Thomas Morkerke (otro miembro del concejo de Lübeck y quien precedió a Von Warendorp como alcalde) para reforzar las tropas suecas que llevaban unos meses cercando la fortaleza, cuya defensa fue dirigida por el mismo Fikke Moltke que dirigió las negociaciones de Rostock en 1362 y un tal Hartig Kale. En cuanto al mando sueco, entre los nombres citados consta un tal duque Enrique (Henrik), hijo de Alberto, aunque lo cierto es que el único hijo que el rey sueco tenía a esta altura fue su primogénito, Erik (pero no Enrique), que ese año solo cumplía dos años de edad. Otra posibilidad es que se refiera a su hermano mayor, quien, sin embargo, se encontraba esos días en Jutlandia, ocupado con el asedio de Koldinghus (véase a continuación). En todo caso, el nombre de «Enrique hijo de Alberto» es mencionado varias veces en Valdemar Atterdag y sus hazañas reales, del historiador Christian E. Reinhardt (publicado en 1880), considerado el libro más exhaustivo sobre esta época. Por su parte, el rey Alberto no parece haber estado en el lugar, pues se sabe que a principio del verano se encontraba en Estocolmo ocupándose de los asuntos del reino.
Aun antes de alcanzar Helsingborg, los hanseáticos hicieron correr el rumor que su tropa contaba con 2200 combatientes, aunque en realidad no llegaría ni a la mitad de esta cifra. Aquello causó gran agitación intramuros, a tal punto que en la cumbre hanseática del 12 de julio en Lübeck, se estimaba que esta vez la caída de Helsingborg era inminente. En efecto, el 21 de julio, los daneses se rindieron, aunque no incondicionalmente, pues en el acuerdo firmado por Moltke, este supeditó la cesión de la plaza, pactada para el 8 de septiembre, a dos condiciones: que el rey danés, Valdemar, no recuperara su control de Dinamarca hasta ese día, y que Mecklemburgo y la Liga Hanseática siguieran formando parte de la Confederación de Colonia junto a Suecia. Los suecos, ya agotados, aceptaron las condiciones, que en todo caso se cumplirían, con lo que la ciudad pasaría a manos suecas, dando lugar a las negociaciones de paz que culminarían en el Tratado de Stralsund.

La caída de Helsingborg sigue siendo un evento clave en la historia de Dinamarca a día de hoy, y durante mucho tiempo se consideraba una tragedia nacional. Ya después de la caída de la plaza, se rumoreaba que Valdemar se preparaba para reconquistarla, pues tenía claro lo que significaba (aun cuando quedaban un par de batallas más que librar), a saber, la derrota danesa en la guerra y el subsiguiente control hanseático del Báltico. Los hanseáticos, por su parte, exaltados por la victoria, pusieron rumbo al sur, al castillo de Lindholmen, al que consideraban la llave al interior de Escania.

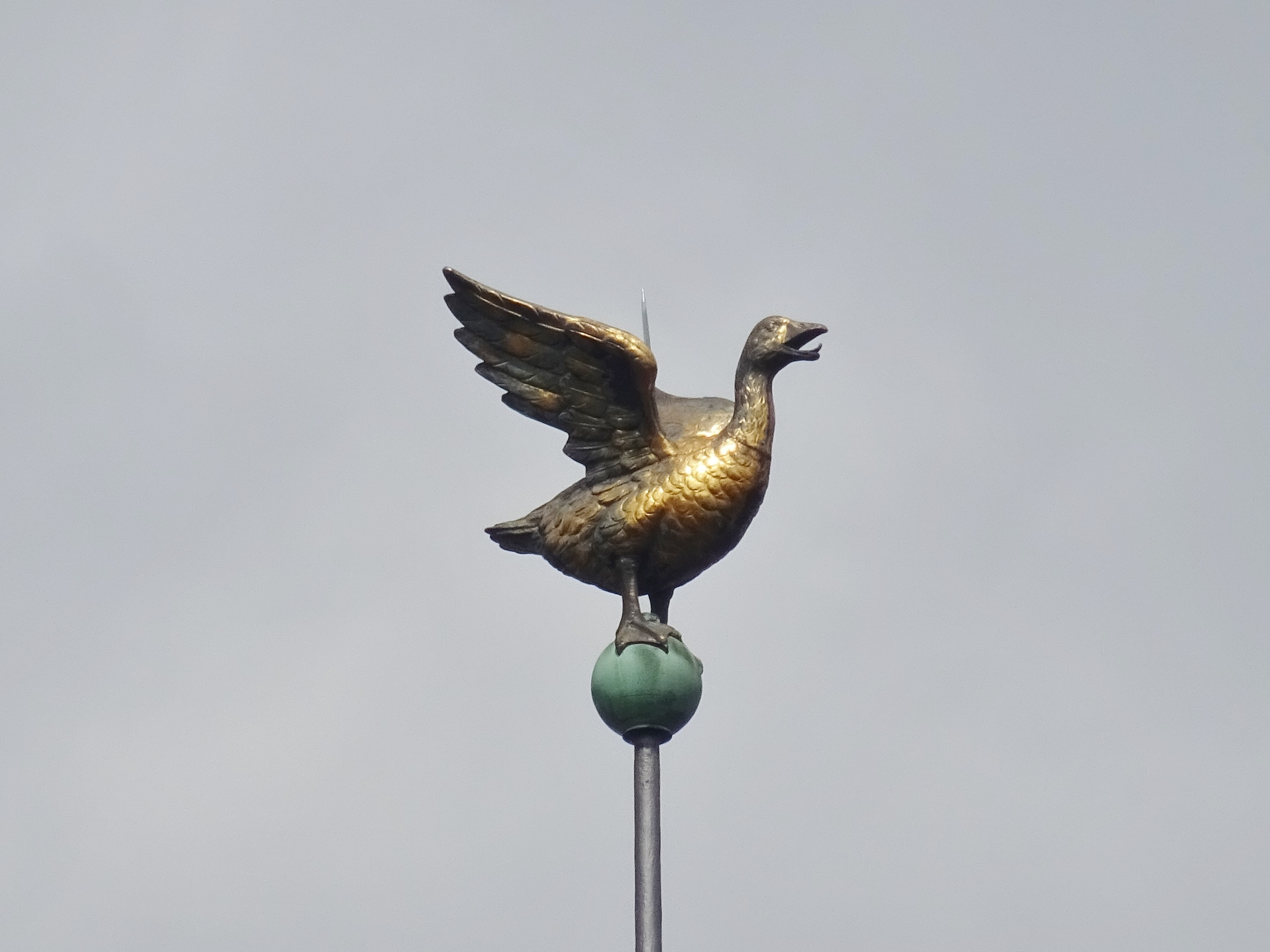
El ganso dorado que adorna la cúpula de la Torre del Ganso, la más alta y mejor preservada del castillo de Vordingborg.

### Sitio de Vordingborg y campaña de Selandia

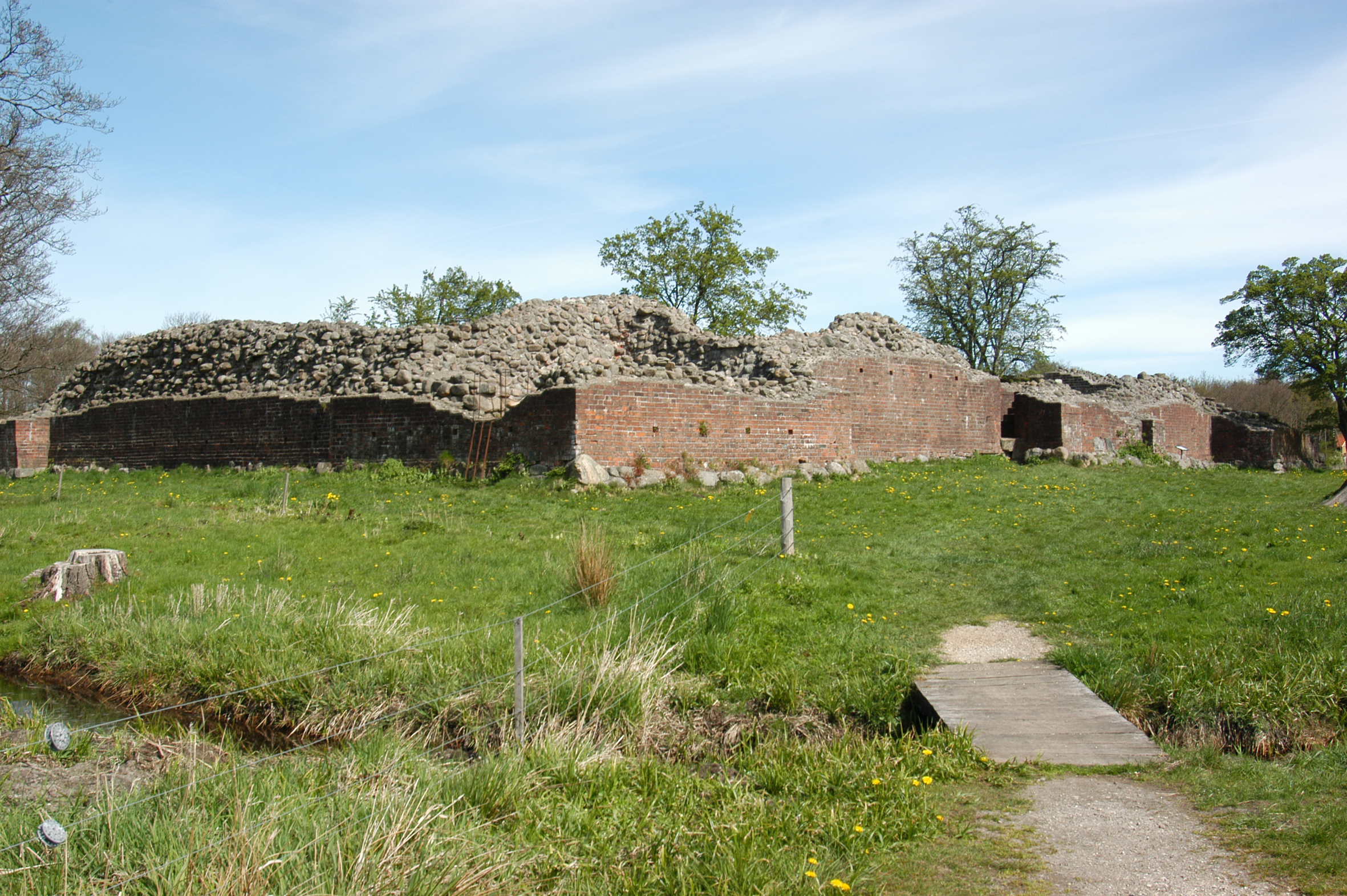
Ruinas del castillo de Gurre

Aparte de Copenhague, la principal fuerza hanseática a comienzos de la guerra dirigía su atención al resto de Selandia, la mayor isla de Dinamarca (al tiempo que otros dominios daneses fueron abordados por sus aliados). La isla resultaría un desafío para los hanseáticos, que a la firma del tratado de paz dos años después no habrían conseguido resultados concluyentes en sus asedios a varias de sus plazas fortificadas.
Por aquel entonces el castillo de Vordingborg (donde se había firmado el armisticio anterior) era el mayor de las residencias reales usadas por Valdemar IV. Construido originalmente a principios del siglo XII, fue Valdemar quien, aprovechando la victoria en la fase anterior de la guerra, lo expandió dotándole de su robusta muralla anular, cuatro torres (incluida la famosa torre del Ganso) y una docena de medias torres. El nombre de la torre del Ganso (Gåsetårnet) se debe a la figura de ganso dorado que corona su cúpula, que, según la leyenda, Valdemar colocó allí como referencia a su gran enemigo, la Liga Hanseática, a la que calificó como una «inofensiva bandada de gansos». Aunque no se ha podido corroborar esta historia, lo cierto es que Vordingborg era una de los centros de poder de Valdemar, sede, entre otros, de su principal flota costera (Leidang).
En la guerra contra la Confederación de Colonia, resultó además ser impenetrable. El contingente hanseático llevaba los dos años de duración de las hostilidades cercando el castillo, sin éxito. Si bien hay quienes afirman que se trataba de un asedio de baja intensidad comparado con otros de la contienda (el número de bajas, en este respecto, era mínimo), seguía siendo una plaza que, a pesar de ganar la guerra, no consiguieron tomar. Un momento clave en este episodio fue el envío de refuerzos al comandante del castillo, Hans Tyrbagh, por un Valdemar decidido tras el desastre de Copenhague a no dejar caer a su otro castillo real. El refuerzo tomó por sorpresa a una tropa hanseática algo agotada, con lo que muchos fueron hechos prisioneros. En algún momento, los bandos decidieron poner fin a tan larga campaña, acordando la liberación de los prisioneros a cambio de una retirada de los alemanes. Aquello, sin embargo, no llegó a suceder, pues en el último momento los hanseáticos recibieron nuevos refuerzos. Según las fuentes, Tyrbagh, entendiendo que no iba a poder resistir por mucho tiempo más, presentó su rendición bajo la condición de que los líderes de la tropa hanseática participaran personalmente en las negociaciones, prometiéndoles la entrega de las llaves de la ciudad. Sin embargo, al llegar, estos fueron rápidamente capturados. En ese momento, y ya estando la guerra prácticamente terminada, la tropa confederada abandonó el asedio.
Vordingborg no sería el único lugar de Selandia en aguantar la presión hanseática. Otros, como los castillos de Korsør, Holbæk, Søborg, Gurre y Jungshoved, tomaron ejemplo y lograron resistir los ataques, con lo cual la isla entera quedaría en manos danesas bajo los términos de la Paz de Stralsund.

### Campaña del fiordo de Kolding
Mientras que en Helsingborg se preparaba para el asedio final, otras batallas se libraban en distintas partes del Báltico occidental. En los primeros meses de 1369, tropas mecklemburguesas y holsteinianas llevaron a cabo varios asedios en torno al fiordo de Kolding, un estratégico paso marítimo entre la península jutlandesa y la isla de Fionia. Esta campaña, dirigida por Enrique, el mayor de los hijos de Alberto II de Mecklemburgo y hermano del rey sueco, y por el conde de Holstein-Rendsburg, quien ya había conquistado varias plazas de Jutlandia en los meses anteriores, comenzó con el cerco de Koldinghus, otra plaza tenazmente defendida que tardaría meses en rendirse. Desde allí, la campaña se desplazó hacia los castillos de Hønborg (en el litoral jutlandés, más hacia el este) y Hindsgavl (en el extremo occidental de Fionia). Este último había estado en posesión de Valdemar solo desde 1365, como parte del tratado de Vordingborg.
La caída de estas plazas dio lugar a unas negociaciones con el alto mando del rey Valdemar en Jutlandia, Peder Iverson, en lo que serían las primeras capitulaciones danesas propiamente dichas en la guerra.

### Sitio de Lindholmen
El 14 de agosto de 1369, una fuerza hanseática de mil hombres se dirigió de Helsingborg rumbo al sur, para unirse al contingente sueco que llevaba asediando el castillo de Lindholmen desde la primavera del año anterior. Después de pasar la noche en Höllviken, alcanzaron el castillo el día siguiente, donde encontraron a una tropa bien preparada que, a pesar de las penurias de un largo asedio y el invierno sufrido, había dirigido una campaña táctica hábilmente. Tanto así, que el mando hanseático valoraba que, lo mismo que lo ocurrido en Helsingborg, también esta plaza caería en cuestión de semanas, ahora que ha llegado el refuerzo. Según algunos historiadores, los hanseáticos fueron comandados por el mismo Von Warendorp, quien habría sobrevivió el asedio de Helsingborg; siendo él quien evaluó la situación táctica y preparó el contingente para la últimas fases del asedio, basándose en la experiencia y prestigio ganados en Helsingborg.
El ataque final fue planeado para el 24 de agosto, y es probable que entretanto, para mantener a los sitiados ocupados, se llevaran a cabo ataques menores del tipo a los que ya estaban acostumbrados. Sin embargo, el ataque final fracasó, con un gran coste para ambos bandos. El propio Von Warendorp, quien se sabe que murió en agosto de 1369, parece haber caído en esta batalla. En los días siguientes, a la luz de las conversaciones de paz iniciadas después de Helsingborg, las tropas suecas y hanseáticas se retiraron del lugar, pues la Confederación de Colonia ya no lo consideraba un objetivo prioritario, convirtiendo así a Lindholmen en la única plaza fortificada de Escania, y de la península escandinava en general, que no cayó en toda la contienda.
Si bien, en términos estratégicos, el fracaso confederado de Lindholmen no afectó significativamente el desenlace de la contienda o la recuperación del control hanseático de Escania, impuesto de todos modos en la Paz de Stralsund, también a costa de dejar Lindholmen en manos danesas y el riesgo que aquello implicaba.

### Sitio de Nykøbing
Uno de los asedios estratégicos de principios de 1368 (segundo año de la guerra) fue el del castillo de Nykøbing, que llevó a la toma de Nykøbing, en el oeste de la isla de Falster. Esta plaza tenía importancia histórica y comercial al controlar el estrecho de Guldborgsund entre las islas de Falster y Lolland. El castillo fue conocido por haber sido residencia de varios reyes y lugar de celebración de eventos y firmas de tratados; entre otros, allí se habían negociado tres años antes las condiciones que luego se pactarían en el tratado de Vordingborg (probablemente bajo los auspicios de Fikke Moltke). También guardaba cierto simbolismo al ser el lugar de fallecimiento de Cristóbal II de Dinamarca una década y media antes. 
La llegada de los suecos al lugar habría tenido lugar después de las campañas escanianas de Lund, Ystad y Simrishamn. El rey Alberto con toda probabilidad no participaba en esta expedición pues, aparte de no ser mencionado en las crónicas en este contexto, se sabe que esos meses estaba lesionado o enfermo tras el primer asedio de Helsingborg. En su lugar, las fuentes vuelven a mencionar al «duque Enrique (Henrik), hijo del rey Alberto» como la persona al mando del contingente sueco. No se conoce el día exacto de comienzo del asedio, si bien se sabe que fue corto y que la rendición del castillo tuvo lugar el 15 de agosto.
El primer objetivo de la campaña fue la isla de Møn (en ausencia de su señor, Fikke Moltke, quien estaba batallando en el Sund), en la que tomaron la villa de Stege, tras lo cual siguieron hacia Falster para dar comienzo al sitio de Nykøbing. El comandante del castillo fue un tal Henning Aldestorf, de quien se cuenta que luchaba con tanta valentía que, una vez rendido, el duque Enrique le dejó al mando del castillo bajo la condición que, siempre y cuando Dinamarca no recuperaba la isla hasta el próximo día de Michaelmas, pasaría a mano de Moltke en nombre de Alberto de Suecia. Esta condición deja patente el entramado de relaciones entre ambos bandos (tres décadas antes de la Unión de Kalmar), pues Moltke luchaba en el bando danés pero era de origen mecklemburgués, lo mismo que el entonces rey de Suecia. Y en efecto, en 1370, con la derrota danesa ya materializada, Moltke reclamó el castillo para sí en nombre de Alberto de Suecia. En todo caso, los daneses lograron unas buenas condiciones de capitulación de una tropa sueca que se apresuraba hacia su siguiente objetivo: la contigua isla de Lolland, sede y residencia del heredero a la corona danesa, el duque de Lolland (o, hispanizado, duque de Lolandia).

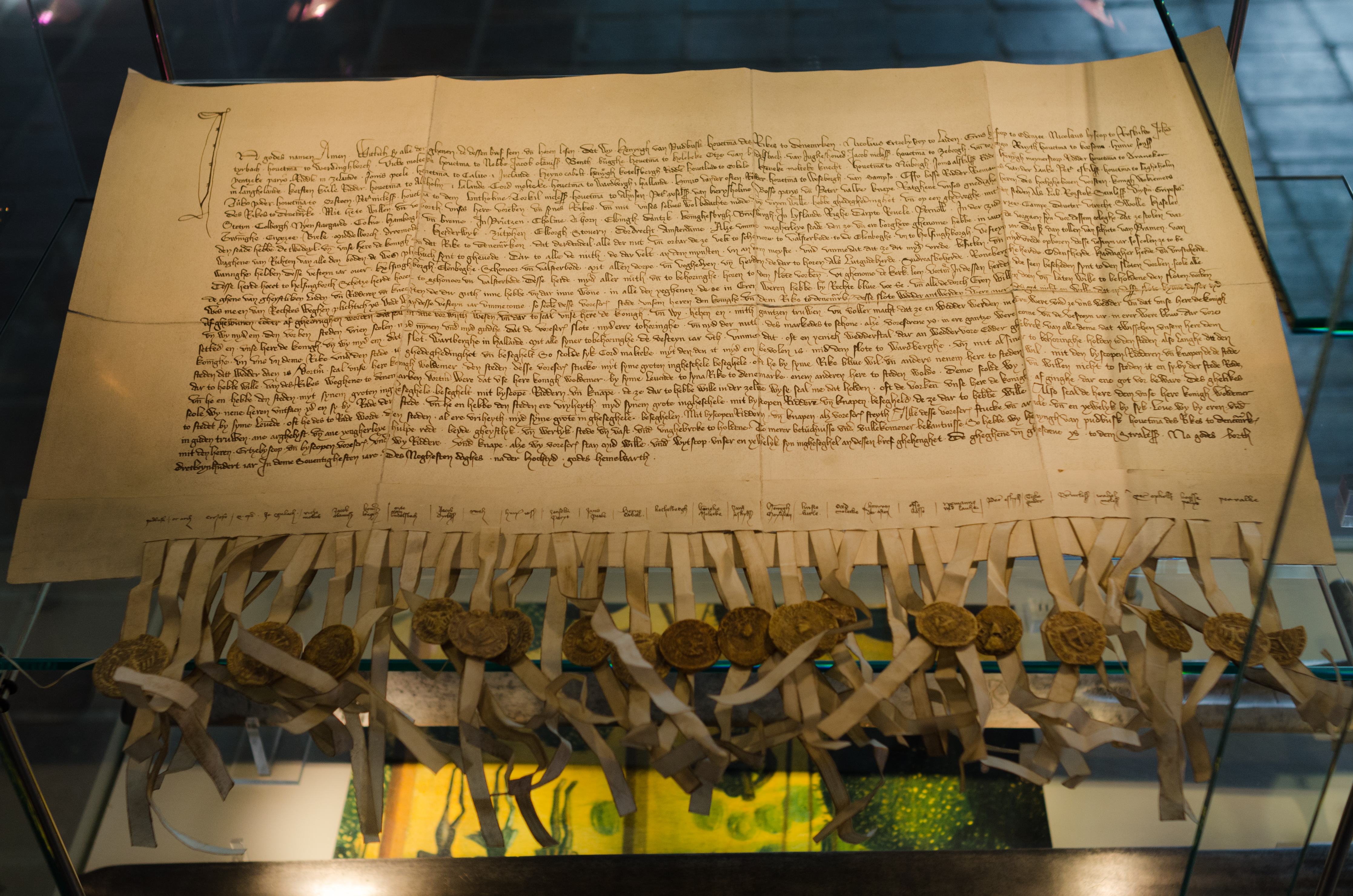
Copia del Tratado de Stralsund en exposición en el Museo de Historia Cultural de Stralsund.

### Tratado de Stralsund
El Tratado de Stralsund o Paz de Stralsund (en danés: Stralsundfreden; en alemán: Friede von Stralsund) se firmó el 24 de mayo de 1370 después de meses de negociaciones y una tregua en la intensidad de las hostilidades (aunque no su cese total). En el texto quedó patente la aplastante victoria hanseática. El instrumento de capitulación fue negociado para Dinamarca por el dorst Henning Podebusk (interesantemente, también de origen alemán), y para la Liga Hanseática por los burgomaestres Jakob Pleskow y Bertram Wulflam, alcaldes de Lübeck y Stralsund respectivamente. El tratado dejó bajo jurisdicción hanseática las fortificaciones en torno al mercado de Escania y a lo largo del litoral de Øresund, las más importantes siendo las de Malmö, Helsingborg, Skanör y Falsterbo, que otorgaron a la Liga el control sobre el paso de embarcaciones en el Sund. Además, la Hansa se aseguró la obtención de dos tercios de los ingresos anuales de estas ciudades, además del 15 % de beneficios de los daneses en su comercio en el Báltico.

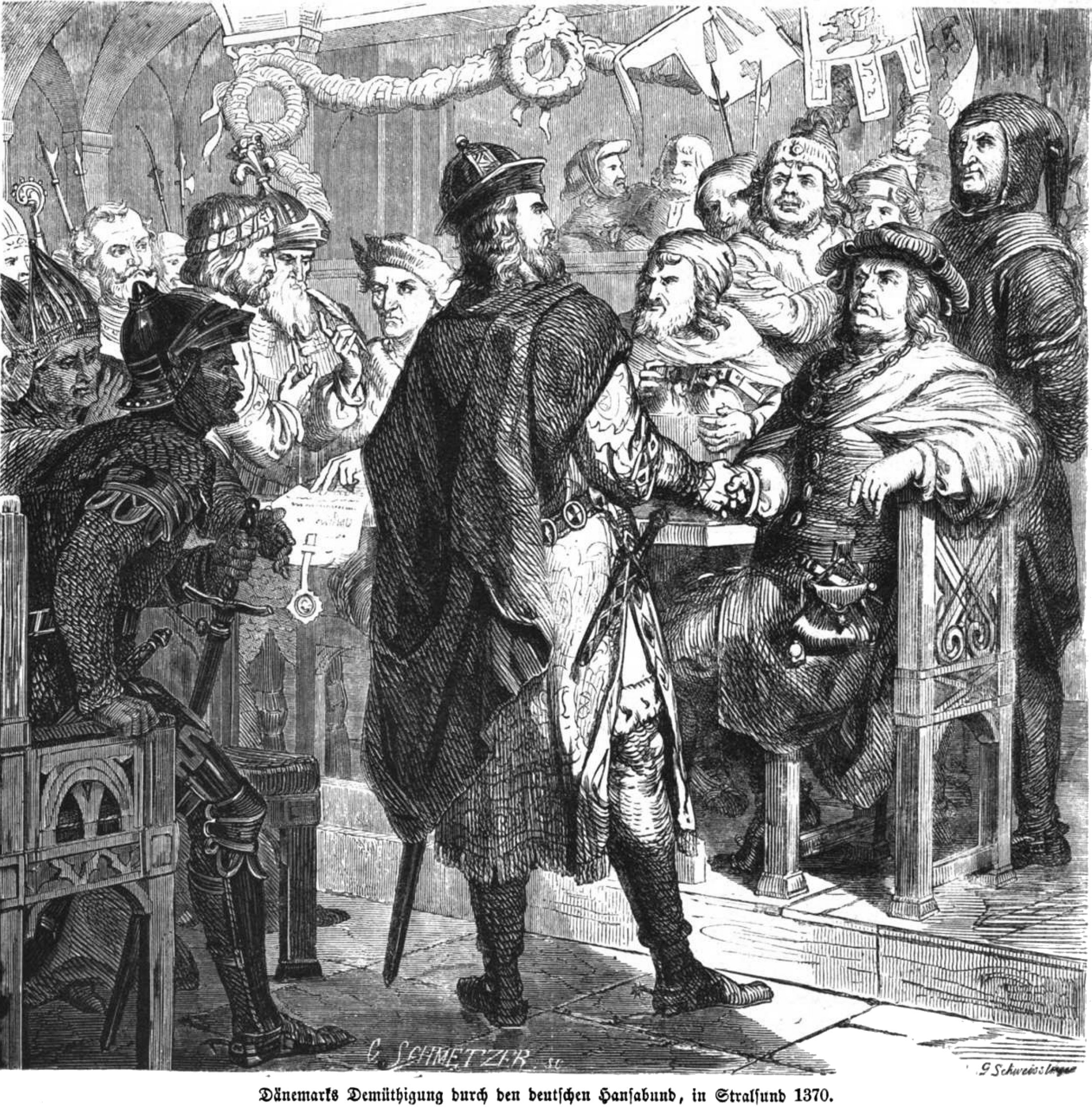
Delegados de la Confederación de Colonia en las negociaciones de paz. Imagen de Ernst Keil de 1864, titulada Humillación danesa por la Liga Hanseática Germánica, en Stralsund 1370.

Para los hanseáticos (siendo antes que nada una federación comercial de Estados, y no una entidad política unificada) se trataba más de un tratado sobre el control del comercio y sus privilegios económicos, que del reparto de tierras (es decir, de territorios no esenciales para sus intereses), dejando el manejo administrativo de Gotlandia y parte de Escania en manos danesas. Aquellas plazas fortificadas en puntos no considerados estratégicos también quedaban bajo gestión danesa. Aunque la Liga tenía la oportunidad de imponer condiciones más duras, en muchos casos parecían estar contentos con mantener el statu quo.
Las ventajas económicas para los hanseáticos eran enormes: Los daneses, que mantenían el control administrativo en Escania, debían eximir de impuestos a los comerciantes alemanes, lo cual, en la práctica, otorgó a la Liga el monopolio sobre el comercio pesquero en el Báltico. El tratado también restableció la libertad de Visby (de nuevo, dejando la administración a los daneses, pero imponiendo el comercio libre y el uso de instrumentos financieros propios). Además, Dinamarca debía garantizar a la Liga Hanseática el libre comercio en todo el mar Báltico. Políticamente, la estipulación más importante precisaba que la Liga Hanseática podía ejercer el derecho de veto contra candidatos al trono danés. Se cuenta que esta estipulación enfurecería décadas después a Margarita I de Dinamarca, quien la derogaría nada más ocupar el trono.
El tratado acoge también la capitulación de Noruega, considerada una derrota particularmente dolorosa para su rey, Haakon VI, pues la totalidad del territorio noruego en torno al Skagerrak (entre Kattegat y el mar del Norte), conquistado en la guerra, se mantendría bajo control de la Hansa que lo consideraba crucial por dominar esa parte de la ruta comercial entre el mar Báltico y el mar del Norte. En los siguientes años, la Hansa se convertiría en la gran potencia de la región báltica y una de las mayores del norte europeo.
El tratado de Stralsund fue considerado por muchos líderes hanseáticos el más importante de su historia. En 2023, la Unesco lo incluyó en el Programa Memoria del Mundo junto a otros 16 documentos originales de la Liga Hanseática, incluida el acta de fundación de la Confederación de Colonia.

## Consecuencias
La guerra demostró a los Estados de la región que la Liga Hanseática era más que una federación económica de Estados, sino una entidad capaz de desafiar militarmente a sus rivales y reunir sus propias tropas y flota cuando la ocasión lo requería. Estas fuerzas demostraron además que eran capaces de valerse por sí mismas, pues la Liga dirigió sus propias operaciones de la guerra, y en otras mandó refuerzos a sus aliados, que en varios momentos clave resultaron determinantes para la victoria.
Tras la guerra, una poderosa Liga Hanseática se mantuvo unida en la defensa del comercio y de su hegemonía mercantil en la región, también a través de las muchas guerras y conflictos librados en las siguientes décadas. Su dominio absoluto del Skagerrak y el sur de Noruega establecido en Stralsund seguiría ininterrumpido durante 15 años, hasta que la reina Margarita le pusiera fin, resultando en la disolución de la Confederación de Colonia; si bien la propia Liga continuó siendo un actor principal en los asuntos del norte de Europa.
Por otra parte, los vencedores no obstaculizaron la gobernanza de los daneses en su territorio, siempre y cuando no interfería con el libre comercio o con las aspiraciones territoriales de sus aliados (la nobleza de Holstein y Mecklemburgo). Ya en 1370 comenzaron los trabajos de construcción del castillo de Copenhague sobre las ruinas del destruido castillo de Absalón, sin ninguna objeción por parte de los hanseáticos. Aun así, Dinamarca no olvidaría su derrota y, junto con Suecia y Noruega, preocupadas por la creciente influencia alemana en Escandinavia, en 1397 ratificaría la Unión de Kalmar, que se convertiría en la mayor competencia de la Liga Hanseática y un factor clave en su eventual declive tres siglos después. Entre 1426 y 1435 se libraría el mayor de los conflictos armados entre ambas entidades.
En cuanto al mercado de Escania, algunos historiadores consideran que ya a finales de la guerra danesa-hanseática había comenzado a perder su atractivo para los hanseáticos (quienes seguían manteniendo sus privilegios, pero habiendo renunciado a un mayor control del territorio), pues a esta altura le hacían competencia otras ciudades del norte europeo, incluidas de la propia Hansa. Al mismo tiempo, la distribución del arenque fue alterándose debido a la pesca, y un par de décadas después iría desapareciendo de las costas de Escania, con que la región perdería de su importancia comercial.